# 東海道
東海道（とうかいどう、うみつみち）は、五畿七道の一つ。本州太平洋側の中部の行政区分、および同所を通る幹線道路（古代から近世）を指す。

## 行政区画としての東海道

東海道

行政区分の東海道は、畿内から東に伸びる、本州太平洋側の中部を指したもの。これは、現在の三重県から茨城県に至る太平洋沿岸の地方に相当する。当初、武蔵国は東山道に属しており、771年に加わったものである。
- 伊賀国（現在の三重県の北西部）
- 伊勢国（現在の三重県の北部及び中部）
- 志摩国（現在の三重県の志摩半島部とその周辺の島々）
- 尾張国（現在の愛知県の西部）
- 三河国（現在の愛知県の中部及び東部）
- 遠江国（現在の静岡県の西部）
- 駿河国（現在の静岡県の中部及び東部）
- 伊豆国（現在の伊豆半島及び伊豆諸島）
- 甲斐国（現在の山梨県）
- 相模国（現在の神奈川県の大部分）
- 武蔵国（現在の東京都と埼玉県、神奈川県東部の一部。771年までは東山道[1]）
- 安房国（現在の千葉県の南部）
- 上総国（現在の千葉県の中部）
- 下総国（現在の東京都の隅田川東岸、千葉県の北部、埼玉県の中川東岸、茨城県の南西部）
- 常陸国（現在の茨城県の大部分）

### 変遷
名称の変更に限るもので、令制国間の郡・郷の移動に関しては記載していない。
| 古代国 （令制国前身）               | 古代国 （令制国前身）               | 古代国 （令制国前身）               | 古代国 （令制国前身）               | 古代国 （令制国前身）               | 古代国 （令制国前身）               |  |  |                  |                  |                  |                  | 大宝律令制定 （701年）    | 大宝律令制定 （701年）    | 大宝律令制定 （701年）    | 大宝律令制定 （701年）    | 大宝律令制定 （701年）    | 大宝律令制定 （701年）    |  |  |                              |                              |                              |                              |                              |                              |  |  |  |  |                   |                   |                                  |                                  |                                  |                                  |                                  |                                  |                   |                   |  |  | 824年-明治 | 824年-明治 | 824年-明治 | 824年-明治 | 824年-明治 | 824年-明治 |  |  |  |  | 明治時代 | 明治時代 | 明治時代 | 明治時代 | 明治時代 | 明治時代 |  |  | 現在の都道府県                                                   | 現在の都道府県                                                   | 現在の都道府県                                                   | 現在の都道府県                                                   | 現在の都道府県                                                   | 現在の都道府県                                                   |  |  |  |  |  |  |  |  |  |  |  |  |  |  |  |  |  |  |  |  |  |  |  |  |  |  |  |  |
| 古代国 （令制国前身）               | 古代国 （令制国前身）               | 古代国 （令制国前身）               | 古代国 （令制国前身）               | 古代国 （令制国前身）               | 古代国 （令制国前身）               |  |  |                  |                  |                  |                  | 大宝律令制定 （701年）    | 大宝律令制定 （701年）    | 大宝律令制定 （701年）    | 大宝律令制定 （701年）    | 大宝律令制定 （701年）    | 大宝律令制定 （701年）    |  |  |                              |                              |                              |                              |                              |                              |  |  |  |  |                   |                   |                                  |                                  |                                  |                                  |                                  |                                  |                   |                   |  |  | 824年-明治 | 824年-明治 | 824年-明治 | 824年-明治 | 824年-明治 | 824年-明治 |  |  |  |  | 明治時代 | 明治時代 | 明治時代 | 明治時代 | 明治時代 | 明治時代 |  |  | 現在の都道府県                                                   | 現在の都道府県                                                   | 現在の都道府県                                                   | 現在の都道府県                                                   | 現在の都道府県                                                   | 現在の都道府県                                                   |  |  |  |  |  |  |  |  |  |  |  |  |  |  |  |  |  |  |  |  |  |  |  |  |  |  |  |  |
|                                     |                                     |                                     |                                     |                                     |                                     |  |  |                  |                  |                  |                  |                           |                           |                           |                           |                           |                           |  |  |                              |                              |                              |                              |                              |                              |  |  |  |  |                   |                   |                                  |                                  |                                  |                                  |                                  |                                  |                   |                   |  |  |            |            |            |            |            |            |  |  |  |  |          |          |          |          |          |          |  |  |                                                                  |                                                                  |                                                                  |                                                                  |                                                                  |                                                                  |  |  |  |  |  |  |  |  |  |  |  |  |  |  |  |  |  |  |  |  |  |  |  |  |  |  |  |  |
| 伊賀国                              | 伊賀国                              | 伊賀国                              | 伊賀国                              | 伊賀国                              | 伊賀国                              |  |  |                  |                  |                  |                  | 伊賀国 （680年-）         | 伊賀国 （680年-）         | 伊賀国 （680年-）         | 伊賀国 （680年-）         | 伊賀国 （680年-）         | 伊賀国 （680年-）         |  |  |                              |                              |                              |                              |                              |                              |  |  |  |  |                   |                   |                                  |                                  |                                  |                                  |                                  |                                  |                   |                   |  |  | 伊賀国     | 伊賀国     | 伊賀国     | 伊賀国     | 伊賀国     | 伊賀国     |  |  |  |  | 伊賀国   | 伊賀国   | 伊賀国   | 伊賀国   | 伊賀国   | 伊賀国   |  |  | 三重県（西部）                                                   | 三重県（西部）                                                   | 三重県（西部）                                                   | 三重県（西部）                                                   | 三重県（西部）                                                   | 三重県（西部）                                                   |  |  |  |  |  |  |  |  |  |  |  |  |  |  |  |  |  |  |  |  |  |  |  |  |  |  |  |  |
| 伊賀国                              | 伊賀国                              | 伊賀国                              | 伊賀国                              | 伊賀国                              | 伊賀国                              |  |  |                  |                  |                  |                  |                           | 伊賀国 （680年-）         | 伊賀国 （680年-）         | 伊賀国 （680年-）         | 伊賀国 （680年-）         | 伊賀国 （680年-）         |  |  |                              |                              |                              |                              |                              |                              |  |  |  |  |                   |                   |                                  |                                  |                                  |                                  |                                  |                                  |                   |                   |  |  | 伊賀国     | 伊賀国     | 伊賀国     | 伊賀国     | 伊賀国     | 伊賀国     |  |  |  |  | 伊賀国   | 伊賀国   | 伊賀国   | 伊賀国   | 伊賀国   | 伊賀国   |  |  | 三重県（西部）                                                   | 三重県（西部）                                                   | 三重県（西部）                                                   | 三重県（西部）                                                   | 三重県（西部）                                                   | 三重県（西部）                                                   |  |  |  |  |  |  |  |  |  |  |  |  |  |  |  |  |  |  |  |  |  |  |  |  |  |  |  |  |
| 伊勢国                              | 伊勢国                              | 伊勢国                              | 伊勢国                              | 伊勢国                              | 伊勢国                              |  |  |                  |                  |                  |                  | 伊勢国 （7世紀-）         | 伊勢国 （7世紀-）         | 伊勢国 （7世紀-）         | 伊勢国 （7世紀-）         | 伊勢国 （7世紀-）         | 伊勢国 （7世紀-）         |  |  |                              |                              |                              |                              |                              |                              |  |  |  |  |                   |                   |                                  |                                  |                                  |                                  |                                  |                                  |                   |                   |  |  | 伊勢国     | 伊勢国     | 伊勢国     | 伊勢国     | 伊勢国     | 伊勢国     |  |  |  |  | 伊勢国   | 伊勢国   | 伊勢国   | 伊勢国   | 伊勢国   | 伊勢国   |  |  | 三重県（北中部）・愛知県（一部）・岐阜県（一部）                 | 三重県（北中部）・愛知県（一部）・岐阜県（一部）                 | 三重県（北中部）・愛知県（一部）・岐阜県（一部）                 | 三重県（北中部）・愛知県（一部）・岐阜県（一部）                 | 三重県（北中部）・愛知県（一部）・岐阜県（一部）                 | 三重県（北中部）・愛知県（一部）・岐阜県（一部）                 |  |  |  |  |  |  |  |  |  |  |  |  |  |  |  |  |  |  |  |  |  |  |  |  |  |  |  |  |
| 伊勢国                              | 伊勢国                              | 伊勢国                              | 伊勢国                              | 伊勢国                              | 伊勢国                              |  |  |                  |                  |                  |                  | 伊勢国 （7世紀-）         | 伊勢国 （7世紀-）         | 伊勢国 （7世紀-）         | 伊勢国 （7世紀-）         | 伊勢国 （7世紀-）         | 伊勢国 （7世紀-）         |  |  |                              |                              |                              |                              |                              |                              |  |  |  |  |                   |                   |                                  |                                  |                                  |                                  |                                  |                                  |                   |                   |  |  | 伊勢国     | 伊勢国     | 伊勢国     | 伊勢国     | 伊勢国     | 伊勢国     |  |  |  |  | 伊勢国   | 伊勢国   | 伊勢国   | 伊勢国   | 伊勢国   | 伊勢国   |  |  | 三重県（北中部）・愛知県（一部）・岐阜県（一部）                 | 三重県（北中部）・愛知県（一部）・岐阜県（一部）                 | 三重県（北中部）・愛知県（一部）・岐阜県（一部）                 | 三重県（北中部）・愛知県（一部）・岐阜県（一部）                 | 三重県（北中部）・愛知県（一部）・岐阜県（一部）                 | 三重県（北中部）・愛知県（一部）・岐阜県（一部）                 |  |  |  |  |  |  |  |  |  |  |  |  |  |  |  |  |  |  |  |  |  |  |  |  |  |  |  |  |
| 島津国                              | 島津国                              | 島津国                              | 島津国                              | 島津国                              | 島津国                              |  |  |                  |                  |                  |                  |                           |                           |                           |                           |                           |                           |  |  | 志摩国 （8世紀初め-）        | 志摩国 （8世紀初め-）        | 志摩国 （8世紀初め-）        | 志摩国 （8世紀初め-）        | 志摩国 （8世紀初め-）        | 志摩国 （8世紀初め-）        |  |  |  |  |                   |                   |                                  |                                  |                                  |                                  |                                  |                                  |                   |                   |  |  | 志摩国     | 志摩国     | 志摩国     | 志摩国     | 志摩国     | 志摩国     |  |  |  |  | 志摩国   | 志摩国   | 志摩国   | 志摩国   | 志摩国   | 志摩国   |  |  | 三重県（東部）                                                   | 三重県（東部）                                                   | 三重県（東部）                                                   | 三重県（東部）                                                   | 三重県（東部）                                                   | 三重県（東部）                                                   |  |  |  |  |  |  |  |  |  |  |  |  |  |  |  |  |  |  |  |  |  |  |  |  |  |  |  |  |
| 島津国                              | 島津国                              | 島津国                              | 島津国                              | 島津国                              | 島津国                              |  |  |                  |                  |                  |                  |                           |                           |                           |                           |                           |                           |  |  | 志摩国 （8世紀初め-）        | 志摩国 （8世紀初め-）        | 志摩国 （8世紀初め-）        | 志摩国 （8世紀初め-）        | 志摩国 （8世紀初め-）        | 志摩国 （8世紀初め-）        |  |  |  |  |                   |                   |                                  |                                  |                                  |                                  |                                  |                                  |                   |                   |  |  | 志摩国     | 志摩国     | 志摩国     | 志摩国     | 志摩国     | 志摩国     |  |  |  |  | 志摩国   | 志摩国   | 志摩国   | 志摩国   | 志摩国   | 志摩国   |  |  | 三重県（東部）                                                   | 三重県（東部）                                                   | 三重県（東部）                                                   | 三重県（東部）                                                   | 三重県（東部）                                                   | 三重県（東部）                                                   |  |  |  |  |  |  |  |  |  |  |  |  |  |  |  |  |  |  |  |  |  |  |  |  |  |  |  |  |
| 尾張国                              | 尾張国                              | 尾張国                              | 尾張国                              | 尾張国                              | 尾張国                              |  |  |                  |                  |                  |                  | 尾張国 （7世紀-）         | 尾張国 （7世紀-）         | 尾張国 （7世紀-）         | 尾張国 （7世紀-）         | 尾張国 （7世紀-）         | 尾張国 （7世紀-）         |  |  |                              |                              |                              |                              |                              |                              |  |  |  |  |                   |                   |                                  |                                  |                                  |                                  |                                  |                                  |                   |                   |  |  | 尾張国     | 尾張国     | 尾張国     | 尾張国     | 尾張国     | 尾張国     |  |  |  |  | 尾張国   | 尾張国   | 尾張国   | 尾張国   | 尾張国   | 尾張国   |  |  | 愛知県（西部）                                                   | 愛知県（西部）                                                   | 愛知県（西部）                                                   | 愛知県（西部）                                                   | 愛知県（西部）                                                   | 愛知県（西部）                                                   |  |  |  |  |  |  |  |  |  |  |  |  |  |  |  |  |  |  |  |  |  |  |  |  |  |  |  |  |
| 尾張国                              | 尾張国                              | 尾張国                              | 尾張国                              | 尾張国                              | 尾張国                              |  |  |                  |                  |                  |                  | 尾張国 （7世紀-）         | 尾張国 （7世紀-）         | 尾張国 （7世紀-）         | 尾張国 （7世紀-）         | 尾張国 （7世紀-）         | 尾張国 （7世紀-）         |  |  |                              |                              |                              |                              |                              |                              |  |  |  |  |                   |                   |                                  |                                  |                                  |                                  |                                  |                                  |                   |                   |  |  | 尾張国     | 尾張国     | 尾張国     | 尾張国     | 尾張国     | 尾張国     |  |  |  |  | 尾張国   | 尾張国   | 尾張国   | 尾張国   | 尾張国   | 尾張国   |  |  | 愛知県（西部）                                                   | 愛知県（西部）                                                   | 愛知県（西部）                                                   | 愛知県（西部）                                                   | 愛知県（西部）                                                   | 愛知県（西部）                                                   |  |  |  |  |  |  |  |  |  |  |  |  |  |  |  |  |  |  |  |  |  |  |  |  |  |  |  |  |
| 参河国 （三川国・三河国）           | 参河国 （三川国・三河国）           | 参河国 （三川国・三河国）           | 参河国 （三川国・三河国）           | 参河国 （三川国・三河国）           | 参河国 （三川国・三河国）           |  |  |                  |                  |                  |                  | 参河国 （7世紀-）         | 参河国 （7世紀-）         | 参河国 （7世紀-）         | 参河国 （7世紀-）         | 参河国 （7世紀-）         | 参河国 （7世紀-）         |  |  |                              |                              |                              |                              |                              |                              |  |  |  |  |                   |                   |                                  |                                  | 三河国 （784年-）                | 三河国 （784年-）                | 三河国 （784年-）                | 三河国 （784年-）                | 三河国 （784年-） | 三河国 （784年-） |  |  | 三河国     | 三河国     | 三河国     | 三河国     | 三河国     | 三河国     |  |  |  |  | 三河国   | 三河国   | 三河国   | 三河国   | 三河国   | 三河国   |  |  | 愛知県（東部）                                                   | 愛知県（東部）                                                   | 愛知県（東部）                                                   | 愛知県（東部）                                                   | 愛知県（東部）                                                   | 愛知県（東部）                                                   |  |  |  |  |  |  |  |  |  |  |  |  |  |  |  |  |  |  |  |  |  |  |  |  |  |  |  |  |
| 参河国 （三川国・三河国）           | 参河国 （三川国・三河国）           | 参河国 （三川国・三河国）           | 参河国 （三川国・三河国）           | 参河国 （三川国・三河国）           | 参河国 （三川国・三河国）           |  |  |                  |                  |                  |                  | 参河国 （7世紀-）         | 参河国 （7世紀-）         | 参河国 （7世紀-）         | 参河国 （7世紀-）         | 参河国 （7世紀-）         | 参河国 （7世紀-）         |  |  |                              |                              |                              |                              |                              |                              |  |  |  |  |                   |                   |                                  |                                  | 三河国 （784年-）                | 三河国 （784年-）                | 三河国 （784年-）                | 三河国 （784年-）                | 三河国 （784年-） | 三河国 （784年-） |  |  | 三河国     | 三河国     | 三河国     | 三河国     | 三河国     | 三河国     |  |  |  |  | 三河国   | 三河国   | 三河国   | 三河国   | 三河国   | 三河国   |  |  | 愛知県（東部）                                                   | 愛知県（東部）                                                   | 愛知県（東部）                                                   | 愛知県（東部）                                                   | 愛知県（東部）                                                   | 愛知県（東部）                                                   |  |  |  |  |  |  |  |  |  |  |  |  |  |  |  |  |  |  |  |  |  |  |  |  |  |  |  |  |
| 穂国                                |                                     |                                     |                                     |                                     |                                     |  |  |                  |                  |                  |                  |                           |                           |                           |                           |                           |                           |  |  |                              |                              |                              |                              |                              |                              |  |  |  |  |                   |                   |                                  |                                  |                                  |                                  |                                  |                                  |                   |                   |  |  |            |            |            |            |            |            |  |  |  |  |          |          |          |          |          |          |  |  |                                                                  |                                                                  |                                                                  |                                                                  |                                                                  |                                                                  |  |  |  |  |  |  |  |  |  |  |  |  |  |  |  |  |  |  |  |  |  |  |  |  |  |  |  |  |
|                                     |                                     |                                     |                                     |                                     |                                     |  |  |                  |                  |                  |                  |                           |                           |                           |                           |                           |                           |  |  |                              |                              |                              |                              |                              |                              |  |  |  |  |                   |                   |                                  |                                  |                                  |                                  |                                  |                                  |                   |                   |  |  |            |            |            |            |            |            |  |  |  |  |          |          |          |          |          |          |  |  |                                                                  |                                                                  |                                                                  |                                                                  |                                                                  |                                                                  |  |  |  |  |  |  |  |  |  |  |  |  |  |  |  |  |  |  |  |  |  |  |  |  |  |  |  |  |
| 遠淡海国                            | 遠淡海国                            | 遠淡海国                            | 遠淡海国                            | 遠淡海国                            | 遠淡海国                            |  |  |                  |                  |                  |                  | 遠江国 （7世紀-）         | 遠江国 （7世紀-）         | 遠江国 （7世紀-）         | 遠江国 （7世紀-）         | 遠江国 （7世紀-）         | 遠江国 （7世紀-）         |  |  |                              |                              |                              |                              |                              |                              |  |  |  |  |                   |                   |                                  |                                  |                                  |                                  |                                  |                                  |                   |                   |  |  | 遠江国     | 遠江国     | 遠江国     | 遠江国     | 遠江国     | 遠江国     |  |  |  |  | 遠江国   | 遠江国   | 遠江国   | 遠江国   | 遠江国   | 遠江国   |  |  | 静岡県（西部）                                                   | 静岡県（西部）                                                   | 静岡県（西部）                                                   | 静岡県（西部）                                                   | 静岡県（西部）                                                   | 静岡県（西部）                                                   |  |  |  |  |  |  |  |  |  |  |  |  |  |  |  |  |  |  |  |  |  |  |  |  |  |  |  |  |
| 遠淡海国                            | 遠淡海国                            | 遠淡海国                            | 遠淡海国                            | 遠淡海国                            | 遠淡海国                            |  |  |                  |                  |                  |                  | 遠江国 （7世紀-）         | 遠江国 （7世紀-）         | 遠江国 （7世紀-）         | 遠江国 （7世紀-）         | 遠江国 （7世紀-）         | 遠江国 （7世紀-）         |  |  |                              |                              |                              |                              |                              |                              |  |  |  |  |                   |                   |                                  |                                  |                                  |                                  |                                  |                                  |                   |                   |  |  | 遠江国     | 遠江国     | 遠江国     | 遠江国     | 遠江国     | 遠江国     |  |  |  |  | 遠江国   | 遠江国   | 遠江国   | 遠江国   | 遠江国   | 遠江国   |  |  | 静岡県（西部）                                                   | 静岡県（西部）                                                   | 静岡県（西部）                                                   | 静岡県（西部）                                                   | 静岡県（西部）                                                   | 静岡県（西部）                                                   |  |  |  |  |  |  |  |  |  |  |  |  |  |  |  |  |  |  |  |  |  |  |  |  |  |  |  |  |
| 久努国                              |                                     |                                     |                                     |                                     |                                     |  |  |                  |                  |                  |                  |                           |                           |                           |                           |                           |                           |  |  |                              |                              |                              |                              |                              |                              |  |  |  |  |                   |                   |                                  |                                  |                                  |                                  |                                  |                                  |                   |                   |  |  |            |            |            |            |            |            |  |  |  |  |          |          |          |          |          |          |  |  |                                                                  |                                                                  |                                                                  |                                                                  |                                                                  |                                                                  |  |  |  |  |  |  |  |  |  |  |  |  |  |  |  |  |  |  |  |  |  |  |  |  |  |  |  |  |
|                                     |                                     |                                     |                                     |                                     |                                     |  |  |                  |                  |                  |                  |                           |                           |                           |                           |                           |                           |  |  |                              |                              |                              |                              |                              |                              |  |  |  |  |                   |                   |                                  |                                  |                                  |                                  |                                  |                                  |                   |                   |  |  |            |            |            |            |            |            |  |  |  |  |          |          |          |          |          |          |  |  |                                                                  |                                                                  |                                                                  |                                                                  |                                                                  |                                                                  |  |  |  |  |  |  |  |  |  |  |  |  |  |  |  |  |  |  |  |  |  |  |  |  |  |  |  |  |
| 素賀国                              |                                     |                                     |                                     |                                     |                                     |  |  |                  |                  |                  |                  |                           |                           |                           |                           |                           |                           |  |  |                              |                              |                              |                              |                              |                              |  |  |  |  |                   |                   |                                  |                                  |                                  |                                  |                                  |                                  |                   |                   |  |  |            |            |            |            |            |            |  |  |  |  |          |          |          |          |          |          |  |  |                                                                  |                                                                  |                                                                  |                                                                  |                                                                  |                                                                  |  |  |  |  |  |  |  |  |  |  |  |  |  |  |  |  |  |  |  |  |  |  |  |  |  |  |  |  |
|                                     |                                     |                                     |                                     |                                     |                                     |  |  |                  |                  |                  |                  |                           |                           |                           |                           |                           |                           |  |  |                              |                              |                              |                              |                              |                              |  |  |  |  |                   |                   |                                  |                                  |                                  |                                  |                                  |                                  |                   |                   |  |  |            |            |            |            |            |            |  |  |  |  |          |          |          |          |          |          |  |  |                                                                  |                                                                  |                                                                  |                                                                  |                                                                  |                                                                  |  |  |  |  |  |  |  |  |  |  |  |  |  |  |  |  |  |  |  |  |  |  |  |  |  |  |  |  |
| 珠流河国                            | 珠流河国                            | 珠流河国                            | 珠流河国                            | 珠流河国                            | 珠流河国                            |  |  |                  |                  |                  |                  | 駿河国 （7世紀-）         | 駿河国 （7世紀-）         | 駿河国 （7世紀-）         | 駿河国 （7世紀-）         | 駿河国 （7世紀-）         | 駿河国 （7世紀-）         |  |  |                              |                              |                              |                              |                              |                              |  |  |  |  |                   |                   |                                  |                                  |                                  |                                  |                                  |                                  |                   |                   |  |  | 駿河国     | 駿河国     | 駿河国     | 駿河国     | 駿河国     | 駿河国     |  |  |  |  | 駿河国   | 駿河国   | 駿河国   | 駿河国   | 駿河国   | 駿河国   |  |  | 静岡県（中部・北東部）                                           | 静岡県（中部・北東部）                                           | 静岡県（中部・北東部）                                           | 静岡県（中部・北東部）                                           | 静岡県（中部・北東部）                                           | 静岡県（中部・北東部）                                           |  |  |  |  |  |  |  |  |  |  |  |  |  |  |  |  |  |  |  |  |  |  |  |  |  |  |  |  |
| 珠流河国                            | 珠流河国                            | 珠流河国                            | 珠流河国                            | 珠流河国                            | 珠流河国                            |  |  |                  |                  |                  |                  | 駿河国 （7世紀-）         | 駿河国 （7世紀-）         | 駿河国 （7世紀-）         | 駿河国 （7世紀-）         | 駿河国 （7世紀-）         | 駿河国 （7世紀-）         |  |  |                              |                              |                              |                              |                              |                              |  |  |  |  |                   |                   |                                  |                                  |                                  |                                  |                                  |                                  |                   |                   |  |  | 駿河国     | 駿河国     | 駿河国     | 駿河国     | 駿河国     | 駿河国     |  |  |  |  | 駿河国   | 駿河国   | 駿河国   | 駿河国   | 駿河国   | 駿河国   |  |  | 静岡県（中部・北東部）                                           | 静岡県（中部・北東部）                                           | 静岡県（中部・北東部）                                           | 静岡県（中部・北東部）                                           | 静岡県（中部・北東部）                                           | 静岡県（中部・北東部）                                           |  |  |  |  |  |  |  |  |  |  |  |  |  |  |  |  |  |  |  |  |  |  |  |  |  |  |  |  |
| 廬原国                              |                                     |                                     |                                     |                                     |                                     |  |  |                  |                  |                  |                  |                           |                           |                           |                           |                           |                           |  |  |                              |                              |                              |                              |                              |                              |  |  |  |  |                   |                   |                                  |                                  |                                  |                                  |                                  |                                  |                   |                   |  |  |            |            |            |            |            |            |  |  |  |  |          |          |          |          |          |          |  |  |                                                                  |                                                                  |                                                                  |                                                                  |                                                                  |                                                                  |  |  |  |  |  |  |  |  |  |  |  |  |  |  |  |  |  |  |  |  |  |  |  |  |  |  |  |  |
|                                     |                                     |                                     |                                     |                                     |                                     |  |  |                  |                  |                  |                  |                           |                           |                           |                           |                           |                           |  |  |                              |                              |                              |                              |                              |                              |  |  |  |  |                   |                   |                                  |                                  |                                  |                                  |                                  |                                  |                   |                   |  |  |            |            |            |            |            |            |  |  |  |  |          |          |          |          |          |          |  |  |                                                                  |                                                                  |                                                                  |                                                                  |                                                                  |                                                                  |  |  |  |  |  |  |  |  |  |  |  |  |  |  |  |  |  |  |  |  |  |  |  |  |  |  |  |  |
| 伊豆国                              | 伊豆国                              | 伊豆国                              | 伊豆国                              | 伊豆国                              | 伊豆国                              |  |  |                  |                  |                  |                  | 伊豆国 （680年-）         | 伊豆国 （680年-）         | 伊豆国 （680年-）         | 伊豆国 （680年-）         | 伊豆国 （680年-）         | 伊豆国 （680年-）         |  |  |                              |                              |                              |                              |                              |                              |  |  |  |  |                   |                   |                                  |                                  |                                  |                                  |                                  |                                  |                   |                   |  |  | 伊豆国     | 伊豆国     | 伊豆国     | 伊豆国     | 伊豆国     | 伊豆国     |  |  |  |  | 伊豆国   | 伊豆国   | 伊豆国   | 伊豆国   | 伊豆国   | 伊豆国   |  |  | 静岡県（伊豆半島）、東京都（伊豆諸島）                           | 静岡県（伊豆半島）、東京都（伊豆諸島）                           | 静岡県（伊豆半島）、東京都（伊豆諸島）                           | 静岡県（伊豆半島）、東京都（伊豆諸島）                           | 静岡県（伊豆半島）、東京都（伊豆諸島）                           | 静岡県（伊豆半島）、東京都（伊豆諸島）                           |  |  |  |  |  |  |  |  |  |  |  |  |  |  |  |  |  |  |  |  |  |  |  |  |  |  |  |  |
| 伊豆国                              | 伊豆国                              | 伊豆国                              | 伊豆国                              | 伊豆国                              | 伊豆国                              |  |  |                  |                  |                  |                  | 伊豆国 （680年-）         | 伊豆国 （680年-）         | 伊豆国 （680年-）         | 伊豆国 （680年-）         | 伊豆国 （680年-）         | 伊豆国 （680年-）         |  |  |                              |                              |                              |                              |                              |                              |  |  |  |  |                   |                   |                                  |                                  |                                  |                                  |                                  |                                  |                   |                   |  |  | 伊豆国     | 伊豆国     | 伊豆国     | 伊豆国     | 伊豆国     | 伊豆国     |  |  |  |  | 伊豆国   | 伊豆国   | 伊豆国   | 伊豆国   | 伊豆国   | 伊豆国   |  |  | 静岡県（伊豆半島）、東京都（伊豆諸島）                           | 静岡県（伊豆半島）、東京都（伊豆諸島）                           | 静岡県（伊豆半島）、東京都（伊豆諸島）                           | 静岡県（伊豆半島）、東京都（伊豆諸島）                           | 静岡県（伊豆半島）、東京都（伊豆諸島）                           | 静岡県（伊豆半島）、東京都（伊豆諸島）                           |  |  |  |  |  |  |  |  |  |  |  |  |  |  |  |  |  |  |  |  |  |  |  |  |  |  |  |  |
| 甲斐国                              | 甲斐国                              | 甲斐国                              | 甲斐国                              | 甲斐国                              | 甲斐国                              |  |  |                  |                  |                  |                  | 甲斐国 （7世紀-）         | 甲斐国 （7世紀-）         | 甲斐国 （7世紀-）         | 甲斐国 （7世紀-）         | 甲斐国 （7世紀-）         | 甲斐国 （7世紀-）         |  |  |                              |                              |                              |                              |                              |                              |  |  |  |  |                   |                   |                                  |                                  |                                  |                                  |                                  |                                  |                   |                   |  |  | 甲斐国     | 甲斐国     | 甲斐国     | 甲斐国     | 甲斐国     | 甲斐国     |  |  |  |  | 甲斐国   | 甲斐国   | 甲斐国   | 甲斐国   | 甲斐国   | 甲斐国   |  |  | 山梨県                                                           | 山梨県                                                           | 山梨県                                                           | 山梨県                                                           | 山梨県                                                           | 山梨県                                                           |  |  |  |  |  |  |  |  |  |  |  |  |  |  |  |  |  |  |  |  |  |  |  |  |  |  |  |  |
| 甲斐国                              | 甲斐国                              | 甲斐国                              | 甲斐国                              | 甲斐国                              | 甲斐国                              |  |  |                  |                  |                  |                  | 甲斐国 （7世紀-）         | 甲斐国 （7世紀-）         | 甲斐国 （7世紀-）         | 甲斐国 （7世紀-）         | 甲斐国 （7世紀-）         | 甲斐国 （7世紀-）         |  |  |                              |                              |                              |                              |                              |                              |  |  |  |  |                   |                   |                                  |                                  |                                  |                                  |                                  |                                  |                   |                   |  |  | 甲斐国     | 甲斐国     | 甲斐国     | 甲斐国     | 甲斐国     | 甲斐国     |  |  |  |  | 甲斐国   | 甲斐国   | 甲斐国   | 甲斐国   | 甲斐国   | 甲斐国   |  |  | 山梨県                                                           | 山梨県                                                           | 山梨県                                                           | 山梨県                                                           | 山梨県                                                           | 山梨県                                                           |  |  |  |  |  |  |  |  |  |  |  |  |  |  |  |  |  |  |  |  |  |  |  |  |  |  |  |  |
| 相武国                              | 相武国                              | 相武国                              | 相武国                              | 相武国                              | 相武国                              |  |  |                  |                  |                  |                  | 相模国 （7世紀-）         | 相模国 （7世紀-）         | 相模国 （7世紀-）         | 相模国 （7世紀-）         | 相模国 （7世紀-）         | 相模国 （7世紀-）         |  |  |                              |                              |                              |                              |                              |                              |  |  |  |  |                   |                   |                                  |                                  |                                  |                                  |                                  |                                  |                   |                   |  |  | 相模国     | 相模国     | 相模国     | 相模国     | 相模国     | 相模国     |  |  |  |  | 相模国   | 相模国   | 相模国   | 相模国   | 相模国   | 相模国   |  |  | 神奈川県（北東部以外大部分）                                     | 神奈川県（北東部以外大部分）                                     | 神奈川県（北東部以外大部分）                                     | 神奈川県（北東部以外大部分）                                     | 神奈川県（北東部以外大部分）                                     | 神奈川県（北東部以外大部分）                                     |  |  |  |  |  |  |  |  |  |  |  |  |  |  |  |  |  |  |  |  |  |  |  |  |  |  |  |  |
| 相武国                              | 相武国                              | 相武国                              | 相武国                              | 相武国                              | 相武国                              |  |  |                  |                  |                  |                  | 相模国 （7世紀-）         | 相模国 （7世紀-）         | 相模国 （7世紀-）         | 相模国 （7世紀-）         | 相模国 （7世紀-）         | 相模国 （7世紀-）         |  |  |                              |                              |                              |                              |                              |                              |  |  |  |  |                   |                   |                                  |                                  |                                  |                                  |                                  |                                  |                   |                   |  |  | 相模国     | 相模国     | 相模国     | 相模国     | 相模国     | 相模国     |  |  |  |  | 相模国   | 相模国   | 相模国   | 相模国   | 相模国   | 相模国   |  |  | 神奈川県（北東部以外大部分）                                     | 神奈川県（北東部以外大部分）                                     | 神奈川県（北東部以外大部分）                                     | 神奈川県（北東部以外大部分）                                     | 神奈川県（北東部以外大部分）                                     | 神奈川県（北東部以外大部分）                                     |  |  |  |  |  |  |  |  |  |  |  |  |  |  |  |  |  |  |  |  |  |  |  |  |  |  |  |  |
| 師長国                              |                                     |                                     |                                     |                                     |                                     |  |  |                  |                  |                  |                  |                           |                           |                           |                           |                           |                           |  |  |                              |                              |                              |                              |                              |                              |  |  |  |  |                   |                   |                                  |                                  |                                  |                                  |                                  |                                  |                   |                   |  |  |            |            |            |            |            |            |  |  |  |  |          |          |          |          |          |          |  |  |                                                                  |                                                                  |                                                                  |                                                                  |                                                                  |                                                                  |  |  |  |  |  |  |  |  |  |  |  |  |  |  |  |  |  |  |  |  |  |  |  |  |  |  |  |  |
|                                     |                                     |                                     |                                     |                                     |                                     |  |  |                  |                  |                  |                  |                           |                           |                           |                           |                           |                           |  |  |                              |                              |                              |                              |                              |                              |  |  |  |  |                   |                   |                                  |                                  |                                  |                                  |                                  |                                  |                   |                   |  |  |            |            |            |            |            |            |  |  |  |  |          |          |          |          |          |          |  |  |                                                                  |                                                                  |                                                                  |                                                                  |                                                                  |                                                                  |  |  |  |  |  |  |  |  |  |  |  |  |  |  |  |  |  |  |  |  |  |  |  |  |  |  |  |  |
|                                     |                                     |                                     |                                     |                                     |                                     |  |  |                  |                  |                  |                  |                           |                           |                           |                           |                           |                           |  |  |                              |                              |                              |                              |                              |                              |  |  |  |  |                   |                   | 武蔵国 （771年、東山道から移管） | 武蔵国 （771年、東山道から移管） | 武蔵国 （771年、東山道から移管） | 武蔵国 （771年、東山道から移管） | 武蔵国 （771年、東山道から移管） | 武蔵国 （771年、東山道から移管） |                   |                   |  |  | 武蔵国     | 武蔵国     | 武蔵国     | 武蔵国     | 武蔵国     | 武蔵国     |  |  |  |  | 武蔵国   | 武蔵国   | 武蔵国   | 武蔵国   | 武蔵国   | 武蔵国   |  |  | 東京都（大部分）、埼玉県（大部分）、神奈川県（北東部）           | 東京都（大部分）、埼玉県（大部分）、神奈川県（北東部）           | 東京都（大部分）、埼玉県（大部分）、神奈川県（北東部）           | 東京都（大部分）、埼玉県（大部分）、神奈川県（北東部）           | 東京都（大部分）、埼玉県（大部分）、神奈川県（北東部）           | 東京都（大部分）、埼玉県（大部分）、神奈川県（北東部）           |  |  |  |  |  |  |  |  |  |  |  |  |  |  |  |  |  |  |  |  |  |  |  |  |  |  |  |  |
|                                     |                                     |                                     |                                     |                                     |                                     |  |  |                  |                  |                  |                  |                           |                           |                           |                           |                           |                           |  |  |                              |                              |                              |                              |                              |                              |  |  |  |  |                   |                   | 武蔵国 （771年、東山道から移管） | 武蔵国 （771年、東山道から移管） | 武蔵国 （771年、東山道から移管） | 武蔵国 （771年、東山道から移管） | 武蔵国 （771年、東山道から移管） | 武蔵国 （771年、東山道から移管） |                   |                   |  |  | 武蔵国     | 武蔵国     | 武蔵国     | 武蔵国     | 武蔵国     | 武蔵国     |  |  |  |  | 武蔵国   | 武蔵国   | 武蔵国   | 武蔵国   | 武蔵国   | 武蔵国   |  |  | 東京都（大部分）、埼玉県（大部分）、神奈川県（北東部）           | 東京都（大部分）、埼玉県（大部分）、神奈川県（北東部）           | 東京都（大部分）、埼玉県（大部分）、神奈川県（北東部）           | 東京都（大部分）、埼玉県（大部分）、神奈川県（北東部）           | 東京都（大部分）、埼玉県（大部分）、神奈川県（北東部）           | 東京都（大部分）、埼玉県（大部分）、神奈川県（北東部）           |  |  |  |  |  |  |  |  |  |  |  |  |  |  |  |  |  |  |  |  |  |  |  |  |  |  |  |  |
| 総国（捄国） （阿波国など十数カ国） | 総国（捄国） （阿波国など十数カ国） | 総国（捄国） （阿波国など十数カ国） | 総国（捄国） （阿波国など十数カ国） | 総国（捄国） （阿波国など十数カ国） | 総国（捄国） （阿波国など十数カ国） |  |  |                  |                  |                  |                  |                           |                           |                           |                           |                           |                           |  |  | 安房国 （718年-742年）       | 安房国 （718年-742年）       | 安房国 （718年-742年）       | 安房国 （718年-742年）       | 安房国 （718年-742年）       | 安房国 （718年-742年）       |  |  |  |  | 安房国 （757年-） | 安房国 （757年-） | 安房国 （757年-）                | 安房国 （757年-）                | 安房国 （757年-）                | 安房国 （757年-）                |                                  |                                  |                   |                   |  |  | 安房国     | 安房国     | 安房国     | 安房国     | 安房国     | 安房国     |  |  |  |  | 安房国   | 安房国   | 安房国   | 安房国   | 安房国   | 安房国   |  |  | 千葉県（南部）                                                   | 千葉県（南部）                                                   | 千葉県（南部）                                                   | 千葉県（南部）                                                   | 千葉県（南部）                                                   | 千葉県（南部）                                                   |  |  |  |  |  |  |  |  |  |  |  |  |  |  |  |  |  |  |  |  |  |  |  |  |  |  |  |  |
| 総国（捄国） （阿波国など十数カ国） | 総国（捄国） （阿波国など十数カ国） | 総国（捄国） （阿波国など十数カ国） | 総国（捄国） （阿波国など十数カ国） | 総国（捄国） （阿波国など十数カ国） | 総国（捄国） （阿波国など十数カ国） |  |  |                  |                  |                  |                  |                           |                           |                           |                           |                           |                           |  |  |                              | 安房国 （718年-742年）       | 安房国 （718年-742年）       | 安房国 （718年-742年）       | 安房国 （718年-742年）       | 安房国 （718年-742年）       |  |  |  |  | 安房国 （757年-） | 安房国 （757年-） | 安房国 （757年-）                | 安房国 （757年-）                | 安房国 （757年-）                | 安房国 （757年-）                |                                  |                                  |                   |                   |  |  | 安房国     | 安房国     | 安房国     | 安房国     | 安房国     | 安房国     |  |  |  |  | 安房国   | 安房国   | 安房国   | 安房国   | 安房国   | 安房国   |  |  | 千葉県（南部）                                                   | 千葉県（南部）                                                   | 千葉県（南部）                                                   | 千葉県（南部）                                                   | 千葉県（南部）                                                   | 千葉県（南部）                                                   |  |  |  |  |  |  |  |  |  |  |  |  |  |  |  |  |  |  |  |  |  |  |  |  |  |  |  |  |
| 上総国 （上捄国、6世紀-）           | 上総国 （上捄国、6世紀-）           | 上総国 （上捄国、6世紀-）           | 上総国 （上捄国、6世紀-）           | 上総国 （上捄国、6世紀-）           | 上総国 （上捄国、6世紀-）           |  |  |                  |                  |                  |                  | 上総国 （令制国、7世紀-） | 上総国 （令制国、7世紀-） | 上総国 （令制国、7世紀-） | 上総国 （令制国、7世紀-） | 上総国 （令制国、7世紀-） | 上総国 （令制国、7世紀-） |  |  |                              |                              |                              |                              |                              |                              |  |  |  |  |                   |                   |                                  |                                  |                                  |                                  |                                  |                                  |                   |                   |  |  | 上総国     | 上総国     | 上総国     | 上総国     | 上総国     | 上総国     |  |  |  |  | 上総国   | 上総国   | 上総国   | 上総国   | 上総国   | 上総国   |  |  | 千葉県（中部）                                                   | 千葉県（中部）                                                   | 千葉県（中部）                                                   | 千葉県（中部）                                                   | 千葉県（中部）                                                   | 千葉県（中部）                                                   |  |  |  |  |  |  |  |  |  |  |  |  |  |  |  |  |  |  |  |  |  |  |  |  |  |  |  |  |
| 上総国 （上捄国、6世紀-）           | 上総国 （上捄国、6世紀-）           | 上総国 （上捄国、6世紀-）           | 上総国 （上捄国、6世紀-）           | 上総国 （上捄国、6世紀-）           | 上総国 （上捄国、6世紀-）           |  |  |                  |                  |                  |                  | 上総国 （令制国、7世紀-） | 上総国 （令制国、7世紀-） | 上総国 （令制国、7世紀-） | 上総国 （令制国、7世紀-） | 上総国 （令制国、7世紀-） | 上総国 （令制国、7世紀-） |  |  |                              |                              |                              |                              |                              |                              |  |  |  |  |                   |                   |                                  |                                  |                                  |                                  |                                  |                                  |                   |                   |  |  | 上総国     | 上総国     | 上総国     | 上総国     | 上総国     | 上総国     |  |  |  |  | 上総国   | 上総国   | 上総国   | 上総国   | 上総国   | 上総国   |  |  | 千葉県（中部）                                                   | 千葉県（中部）                                                   | 千葉県（中部）                                                   | 千葉県（中部）                                                   | 千葉県（中部）                                                   | 千葉県（中部）                                                   |  |  |  |  |  |  |  |  |  |  |  |  |  |  |  |  |  |  |  |  |  |  |  |  |  |  |  |  |
| 下総国 （下捄国）                   | 下総国 （下捄国）                   | 下総国 （下捄国）                   | 下総国 （下捄国）                   | 下総国 （下捄国）                   | 下総国 （下捄国）                   |  |  |                  |                  |                  |                  | 下総国 （令制国、7世紀-） | 下総国 （令制国、7世紀-） | 下総国 （令制国、7世紀-） | 下総国 （令制国、7世紀-） | 下総国 （令制国、7世紀-） | 下総国 （令制国、7世紀-） |  |  |                              |                              |                              |                              |                              |                              |  |  |  |  |                   |                   |                                  |                                  |                                  |                                  |                                  |                                  |                   |                   |  |  | 下総国     | 下総国     | 下総国     | 下総国     | 下総国     | 下総国     |  |  |  |  | 下総国   | 下総国   | 下総国   | 下総国   | 下総国   | 下総国   |  |  | 千葉県（北部）、茨城県（南西部）、埼玉県（一部）、東京都（一部） | 千葉県（北部）、茨城県（南西部）、埼玉県（一部）、東京都（一部） | 千葉県（北部）、茨城県（南西部）、埼玉県（一部）、東京都（一部） | 千葉県（北部）、茨城県（南西部）、埼玉県（一部）、東京都（一部） | 千葉県（北部）、茨城県（南西部）、埼玉県（一部）、東京都（一部） | 千葉県（北部）、茨城県（南西部）、埼玉県（一部）、東京都（一部） |  |  |  |  |  |  |  |  |  |  |  |  |  |  |  |  |  |  |  |  |  |  |  |  |  |  |  |  |
| 下総国 （下捄国）                   | 下総国 （下捄国）                   | 下総国 （下捄国）                   | 下総国 （下捄国）                   | 下総国 （下捄国）                   | 下総国 （下捄国）                   |  |  |                  |                  |                  |                  | 下総国 （令制国、7世紀-） | 下総国 （令制国、7世紀-） | 下総国 （令制国、7世紀-） | 下総国 （令制国、7世紀-） | 下総国 （令制国、7世紀-） | 下総国 （令制国、7世紀-） |  |  |                              |                              |                              |                              |                              |                              |  |  |  |  |                   |                   |                                  |                                  |                                  |                                  |                                  |                                  |                   |                   |  |  | 下総国     | 下総国     | 下総国     | 下総国     | 下総国     | 下総国     |  |  |  |  | 下総国   | 下総国   | 下総国   | 下総国   | 下総国   | 下総国   |  |  | 千葉県（北部）、茨城県（南西部）、埼玉県（一部）、東京都（一部） | 千葉県（北部）、茨城県（南西部）、埼玉県（一部）、東京都（一部） | 千葉県（北部）、茨城県（南西部）、埼玉県（一部）、東京都（一部） | 千葉県（北部）、茨城県（南西部）、埼玉県（一部）、東京都（一部） | 千葉県（北部）、茨城県（南西部）、埼玉県（一部）、東京都（一部） | 千葉県（北部）、茨城県（南西部）、埼玉県（一部）、東京都（一部） |  |  |  |  |  |  |  |  |  |  |  |  |  |  |  |  |  |  |  |  |  |  |  |  |  |  |  |  |
| 茨城国など7カ国                     | 茨城国など7カ国                     | 茨城国など7カ国                     | 茨城国など7カ国                     | 茨城国など7カ国                     | 茨城国など7カ国                     |  |  |                  |                  |                  |                  | 常陸国 （7世紀-）         | 常陸国 （7世紀-）         | 常陸国 （7世紀-）         | 常陸国 （7世紀-）         | 常陸国 （7世紀-）         | 常陸国 （7世紀-）         |  |  |                              |                              |                              |                              |                              |                              |  |  |  |  |                   |                   |                                  |                                  |                                  |                                  |                                  |                                  |                   |                   |  |  | 常陸国     | 常陸国     | 常陸国     | 常陸国     | 常陸国     | 常陸国     |  |  |  |  | 常陸国   | 常陸国   | 常陸国   | 常陸国   | 常陸国   | 常陸国   |  |  | 茨城県（南西部以外大部分）                                       | 茨城県（南西部以外大部分）                                       | 茨城県（南西部以外大部分）                                       | 茨城県（南西部以外大部分）                                       | 茨城県（南西部以外大部分）                                       | 茨城県（南西部以外大部分）                                       |  |  |  |  |  |  |  |  |  |  |  |  |  |  |  |  |  |  |  |  |  |  |  |  |  |  |  |  |
| 茨城国など7カ国                     | 茨城国など7カ国                     | 茨城国など7カ国                     | 茨城国など7カ国                     | 茨城国など7カ国                     | 茨城国など7カ国                     |  |  |                  |                  |                  |                  | 常陸国 （7世紀-）         | 常陸国 （7世紀-）         | 常陸国 （7世紀-）         | 常陸国 （7世紀-）         | 常陸国 （7世紀-）         | 常陸国 （7世紀-）         |  |  |                              |                              |                              |                              |                              |                              |  |  |  |  |                   |                   |                                  |                                  |                                  |                                  |                                  |                                  |                   |                   |  |  | 常陸国     | 常陸国     | 常陸国     | 常陸国     | 常陸国     | 常陸国     |  |  |  |  | 常陸国   | 常陸国   | 常陸国   | 常陸国   | 常陸国   | 常陸国   |  |  | 茨城県（南西部以外大部分）                                       | 茨城県（南西部以外大部分）                                       | 茨城県（南西部以外大部分）                                       | 茨城県（南西部以外大部分）                                       | 茨城県（南西部以外大部分）                                       | 茨城県（南西部以外大部分）                                       |  |  |  |  |  |  |  |  |  |  |  |  |  |  |  |  |  |  |  |  |  |  |  |  |  |  |  |  |
|                                     |                                     |                                     |                                     |                                     |                                     |  |  | 陸奥国（東山道） | 陸奥国（東山道） | 陸奥国（東山道） | 陸奥国（東山道） | 陸奥国（東山道）          | 陸奥国（東山道）          |                           |                           |                           |                           |  |  | 石城国？ （718年-724年以前） | 石城国？ （718年-724年以前） | 石城国？ （718年-724年以前） | 石城国？ （718年-724年以前） | 石城国？ （718年-724年以前） | 石城国？ （718年-724年以前） |  |  |  |  |                   |                   |                                  |                                  |                                  |                                  |                                  |                                  |                   |                   |  |  |            |            |            |            |            |            |  |  |  |  |          |          |          |          |          |          |  |  |                                                                  |                                                                  |                                                                  |                                                                  |                                                                  |                                                                  |  |  |  |  |  |  |  |  |  |  |  |  |  |  |  |  |  |  |  |  |  |  |  |  |  |  |  |  |
|                                     |                                     |                                     |                                     |                                     |                                     |  |  | 陸奥国（東山道） | 陸奥国（東山道） | 陸奥国（東山道） | 陸奥国（東山道） | 陸奥国（東山道）          | 陸奥国（東山道）          |                           |                           |                           |                           |  |  | 石城国？ （718年-724年以前） | 石城国？ （718年-724年以前） | 石城国？ （718年-724年以前） | 石城国？ （718年-724年以前） | 石城国？ （718年-724年以前） | 石城国？ （718年-724年以前） |  |  |  |  |                   |                   |                                  |                                  |                                  |                                  |                                  |                                  |                   |                   |  |  |            |            |            |            |            |            |  |  |  |  |          |          |          |          |          |          |  |  |                                                                  |                                                                  |                                                                  |                                                                  |                                                                  |                                                                  |  |  |  |  |  |  |  |  |  |  |  |  |  |  |  |  |  |  |  |  |  |  |  |  |  |  |  |  |

1. ↑  田中卓が「尾張国はもと東山道か」（1980年）という論文を著し、東海道は本来は伊勢国から海路で三河国に向かうルートを取っていたとする観点から、尾張国が武蔵国と同様に元は東山道で後に東海道に移管されたとする説を唱えている。
2. ↑  阿波国のほか、長狭国、須恵国、馬来田国、菊麻国、伊甚国、上海上国、武社国、下海上国、千葉国、印波国。
3. ↑  『帝王編年記』は上総国の成立を安閑天皇元年（534年）とする。
4. ↑  茨城国のほか、筑波国、新治国、久自国、仲国、高国（多珂国）、道口岐閉国。
5. ↑  鐘江宏之が「七道制と日本の律令国家運営」『律令制諸国支配の成立と展開』（吉川弘文館、2023年）の中で、陸奥国から一時期分立していた石城国は成立時に常陸国菊多郡を編入していることや太平洋沿岸沿いにある地理的観点から、東海道に属していたとする説を唱えている。

## 道（みち）としての東海道

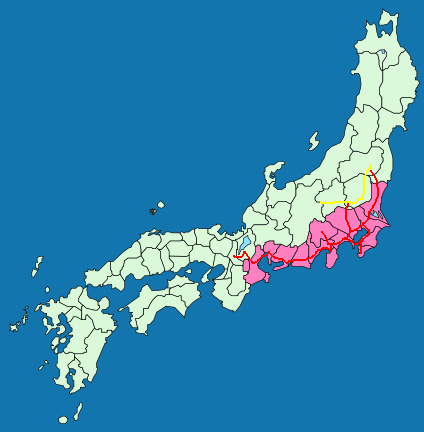
東海道の概略

### 律令時代

#### 概説
東海道は律令時代に設けられた五畿七道駅路の一つで（中路）、畿内から常陸国国府へ至る道である。さらに常陸国（東海道）からは、陸奥国（東山道）への連絡道が設けられ、より北へ向かうこともできる重要な交通路だった。
東海道は、当初は東山道に比べると必ずしも通行は容易ではなかった。これは、多数の大河川の下流（揖斐川・長良川・木曽川・天竜川・大井川・安倍川・富士川・相模川・多摩川・利根川・太日川など）および東京湾・香取海を渡る必要があったためである（馬で渡れない場合は概ね渡船に頼る必要があった）。771年までは相模国からは東京湾を渡って上総国へ向かった。
10世紀以降に、渡河の仕組が整備され、東海道が活発になったと考えられている。

#### 畿内から近国まで
首都が飛鳥に置かれた時期には、大和国の宇陀が、東海道方面への入口だったと考えられているが、その後、平城京に遷都されると、平城京から平城山を北上し、木津から木津川の谷間を東へ入って伊賀国に入り、鈴鹿山脈と布引山地の鞍部を加太越えで越えて伊勢国へ、木曽三川を下流域で渡って尾張国津島へ、名古屋市を通り、三河国と続いていったと考えられている。およそ、現在の国道163号・国道25号・国道1号に沿ったルートであった。
ただし、木曽三川の下流部は古来より水害が激しく、実際には船による移動に頼っていたと考えられ、あるいは飛鳥や平城京から鈴鹿峠を経由してそのまま伊勢国の港から伊勢湾を横断する海路が用いられる事も多かったとみられている。だが、その一方でこうした船には馬を同伴させることが出来ず、東国から馬に乗ってきた旅行者は三河国か尾張国で馬を他者に預けて伊勢国に向かう船に乗る必要が生じたが、帰途時に馬の返還を巡るトラブルなどもあった（『日本書紀』大化2年（646年）3月甲申条）。このため、徒歩や馬で旅を続けようとする人の中には、本来は認められていなかった尾張国府から北上して美濃国にある東山道の不破関に出る経路も用いられていた。伊勢湾を横断する海路と東山道に出る脇道の存在は、江戸時代の七里の渡しや美濃路の原型として考えることもできる。
平安京に遷都されると、起点が平安京に移ったため、伊賀国から、近江国を通るルートに変更されることになる。平安時代初期には現在の杣街道から伊賀国に入る経路がとられたが、886年（仁和2年）に鈴鹿峠を通る経路に変更され、ほぼ現在の国道1号のルートに準ずるようになった。

#### 中国・遠国
現在の浜松市付近から駿河国府（静岡市）に至る経路は、江戸時代の旧東海道よりも、やや海岸寄りを通っていたとみられている。
焼津市と静岡市との境の峠は日本坂と呼ばれ、日本武尊の東征伝説や万葉集の歌にも詠まれた難所だった。平安時代には、やや内陸寄りの宇津ノ谷峠を通る経路へ変更され、蔦の細道として文献に現れる。
駿河国府以東は、現在の東静岡駅前にある静岡県コンベンションアーツセンター（グランシップ）直下付近を通った。
駿河国と相模国の国境の峠越えは、沼津から永倉駅（長泉町）を経て横走駅（御殿場）を経由し足柄峠を越え、坂本駅（関本）に至る足柄路が使われた。ただし富士山の延暦噴火（800年〜802年）の際、降灰状況などの判断に基づき、足柄路の使用を1年間止め、箱根路を整備し使った（三島から箱根カルデラを縦貫し小田原へ至る）。甲斐国府（山梨県笛吹市）へは横走駅から北上する分岐路（甲斐路）を通った。
相模国では国府津から大磯まで相模湾沿いに東へ進み、相模国中部（寒川町南西付近）で相模川を渡った。
771年以前はそこから鎌倉へ向かい、それ以東は次の上総国へ向かうために、三浦半島へ入り、走水から浦賀水道を渡って房総半島（上総国富津）に入った。そこからは北上し、上総国府（現在の千葉県市原市）へ向かった。安房国府へは富津から南下する分岐路を通った。上総国府から下総国府（千葉県市川市）へも分岐路が伸びていた。
上総国府を経た後は引き続き北上し下総国荒海駅（成田市）で香取海を渡船し常陸国榎浦津駅（稲敷市柴崎）へ入り、常陸国府（茨城県石岡市）へ至った。
武蔵国は当初は歴史的経緯から東山道に属し、上野国新田駅・下野国足利駅から南下する支路である東山道武蔵路が武蔵国府（東京都府中市）まで伸び連絡した。
やがて、武蔵国はその南部の発展により、東海道との交通が活発となった。また東海道諸国から武蔵国東南部を経由し、下総国・常陸国（さらには陸奥国）へ向かう最短距離の交通路の重要度が増した。相模国中部からは現在の中原街道もしくは厚木街道（矢倉沢往還）に近い経路で武蔵国（橘樹郡・都筑郡）へ入り、多摩川を丸子の渡しで渡り、武蔵国荏原郡を経て豊島郡（現在の東京都心湾岸部）を通り、隅田の渡しで下総国葛飾郡へ入った。隅田川・利根川・渡良瀬川のデルタ地帯は各川を渡船し下総国府へ向かった。
これを受けて、771年に武蔵国は東海道へ移管された。東海道の経路は相模国以東はそれまでの海路で上総国へ入ることを止め、相模国中部から北上して武蔵国府に至り、そこから、もしくは上記のように相模国中部から東行し武蔵国へ入り、隅田の渡しで下総国へ入り、下総国府を経て上総国府へ向う経路となった。
805年には、上総国府を経由し北上する路線（香取道）を止め、下総国府から直接北上し、より最短距離で常陸国へ入る経路となった（相馬道）。途中の経路は現在の柏市・我孫子市（布佐）・利根町を通り、そこから当時の常陸川・鬼怒川の香取海への河口付近を渡船し、鬼怒川北岸台地の馴馬・長峰・若柴付近（龍ケ崎市）から常陸国へ入った。
常陸国の先、勿来関の北側の、現在の福島県浜通り地方南部は、所属がやや流動的であり、当初は、常陸国まで太平洋沿岸に伸びてきた東海道の延長として扱われることもあったが、その後、現在の宮城県に置かれた陸奥国府の管轄下に置かれることとなり、東山道に属することとなった。東海道の延長は、常陸国北部で内陸に入り、棚倉構造線沿いの構造谷を北上し、奥州へ入る東山道へ合流する連絡路で接続された。
延喜式（平安中期）で東海道の駅を定めている。

### 平安中後期
平安時代中期を過ぎると、律令制の弛緩に伴い、国家の公的な交通に代わり、より現実的な必要に伴う交通が行われるようになったと考えられている。更級日記には、1020年秋に、著者菅原孝標女の父の上総国への赴任が終わり、東海道を通って京都に帰る道程が記されているが、熱田から西へは東海道ではなく、濃尾平野北西部の墨俣、東山道の不破関を通ったとあり、当時の事実上の交通状況が窺える。
陸奥国の国司の赴任の経路に東山道ではなく東海道を用い駿河国を通ったことを、駿河国司が中央に訴え出ている。

### 中世

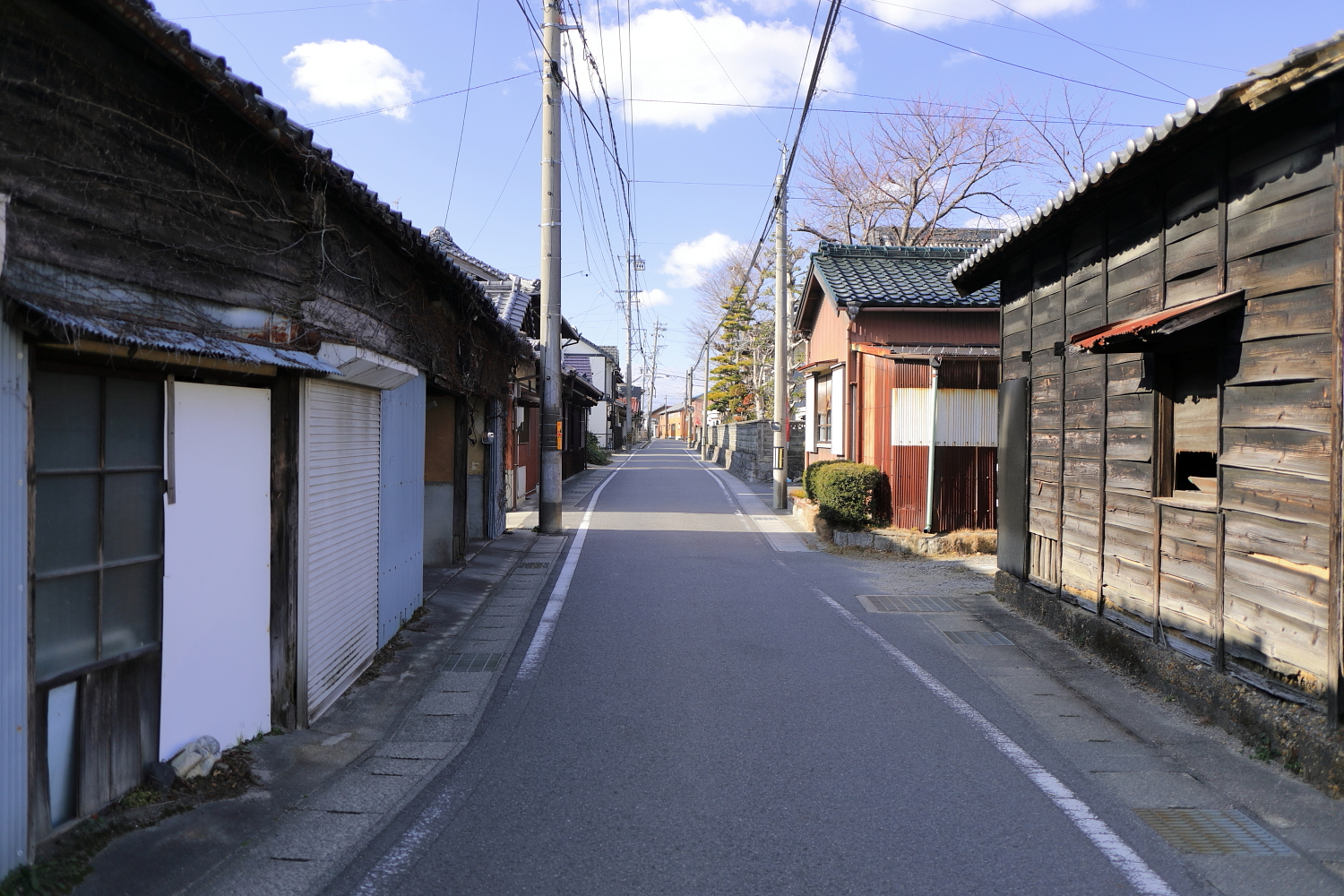
鎌倉街道推定路（愛知県豊田市駒場）

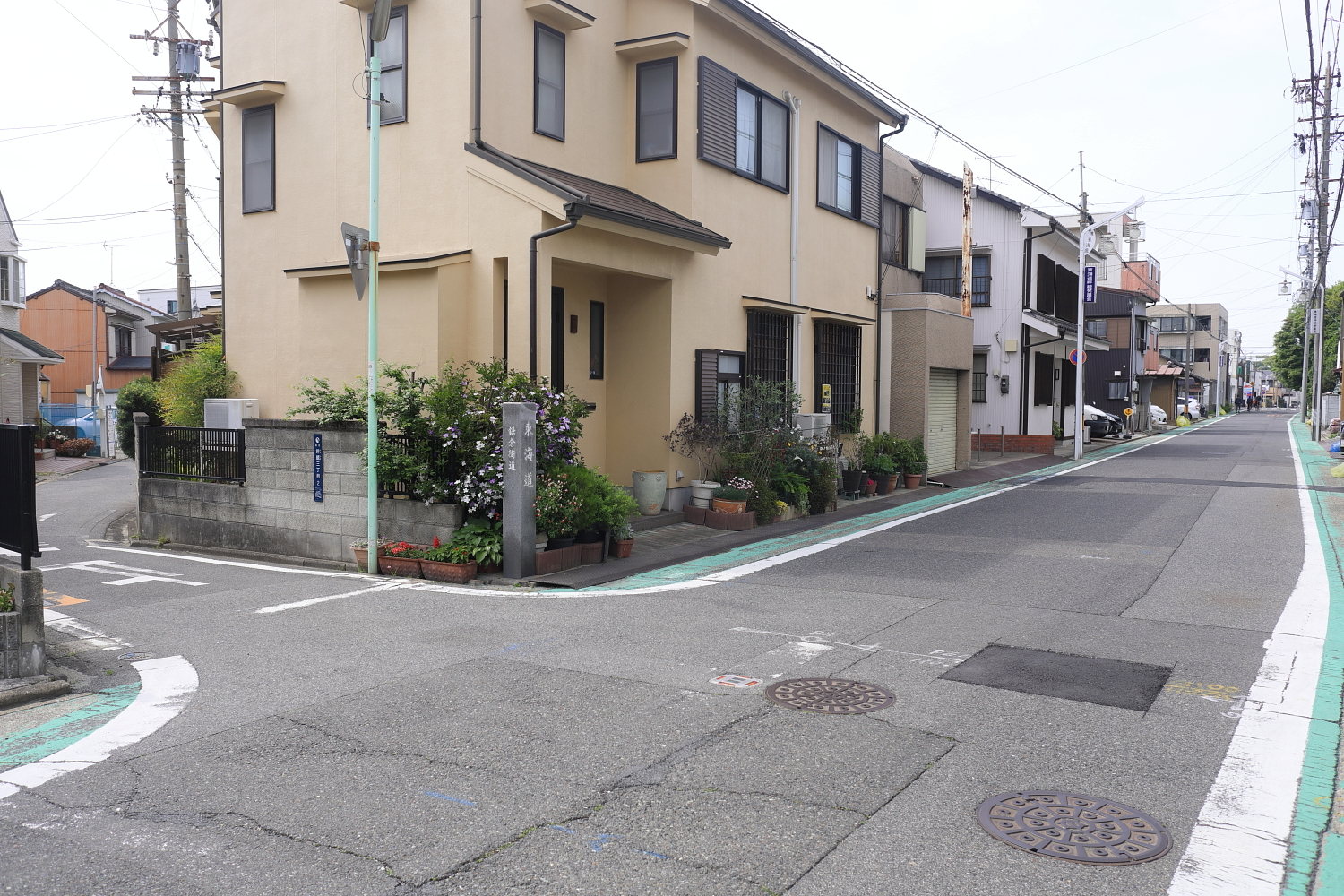
鎌倉街道推定路と近世の東海道との交点（愛知県名古屋市南区）

#### 鎌倉街道
鎌倉幕府の政庁所在地鎌倉は、古い東海道の沿道上に所在しており、「武家の政庁所在地」鎌倉と、「朝廷・院の所在地」京都を結ぶ最も重要な街道となり、幕府は東海道の経路に駅制を敷き、京都 - 鎌倉間の通常の旅程を約12 - 15日、早馬による緊急の通信は3、4日と定めた。
ただし、古代律令時代に作られた駅路東海道とは違い、早馬による通信制度は道路構造の貧弱さ故に廃れ、人の脚力に依存する方向に変っていったとみられている。
この鎌倉極楽寺坂切通しと京都粟田口を結ぶ街道は、単に「鎌倉街道」「鎌倉往還」と呼ばれたり、海道と呼ばれたりしていた。また箱根路の整備も進められていた。
このころから東海道を旅した私人による日記文学が隆盛した。
私人が宿泊可能な民営の旅宿が登場したことによるものであるが、この当時の旅宿は旅行者が携行する干飯（糒）などの食料を浸す温湯と簡素な寝具を提供するだけにとどまっていたとみられている。
また源実朝の御台所の女房・丹後局が、承元4年（1210年）に旅の途中で盗賊にあったことから、鎌倉幕府により駿河以西の宿々に夜行番衆を置いて旅人の警護をするようになった。
この鎌倉街道は、鎌倉幕府滅亡後も、主要な交通路としての地位を維持し続けた。静岡県磐田市の一の谷墳墓群遺跡の様相に、中世における遠江国の宿場町の繁栄を伺うことができる。また、戦国時代になると、六角氏の観音寺城、織田氏の清洲城、松平氏の岡崎城・浜松城、今川氏の駿府城、後北条氏の小田原城など、名だたる戦国武将の根拠地が築かれていった。また、尾張美濃国境の墨俣は、鎌倉街道の木曽川渡河点として、重要なポイントであり、羽柴秀吉の「墨俣一夜城」の逸話は、これを地理的背景とするものである。

##### 経路（古代東海道との差異）
鎌倉時代の東海道は、 古代東海道とは大きく経路が異なるところが2箇所ある。
関ヶ原越え（近畿・中京間を連絡）
- 古代は鈴鹿峠越えだった。伊吹・鈴鹿山系を越える道筋は、古代東海道では南回りの鈴鹿峠越えであったが、中世になって関ヶ原越えの経路に変更され、『海道記』と『東関紀行』『十六夜日記』のなかからもその違いを読み解くことができる[12]。

箱根峠越え（東海・関東間を連絡）
- 古代は足柄峠越えだった。足柄越えは勾配が緩やかな反面、距離的には遠回りだった。

鎌倉時代以降は足柄路に代わり箱根路が主要路となった（『十六夜日記』のなかで「足柄は道遠しとて箱根路にかかる」とある）。
このほかにも古代の律令制下とは、気候・地勢や利用者・利用目的・整備状況など、さまざまな状況が異なっており、具体的な道程には、かなりの相違が見られる。全般に、古代の東海道より、かなり内陸寄りを通る場合が多いのが特徴である。
現在の交通路で言えば、国道1号よりも、むしろ東海道本線に近い経路が選択されていたと言える。
三河国
- 三河国東部では、豊橋市の普門寺から、弓張山地を越えて同市多米町に至り、豊川市当古町で豊川を渡河する。西部では、岡崎市矢作・安城市尾崎・豊田市駒場・刈谷市東境を経由する経路だったと考えられており、律令制下の東海道どころか、江戸時代の東海道や、現在の国道1号よりはるかに内陸の山がちな経路を選択していることが分かる。

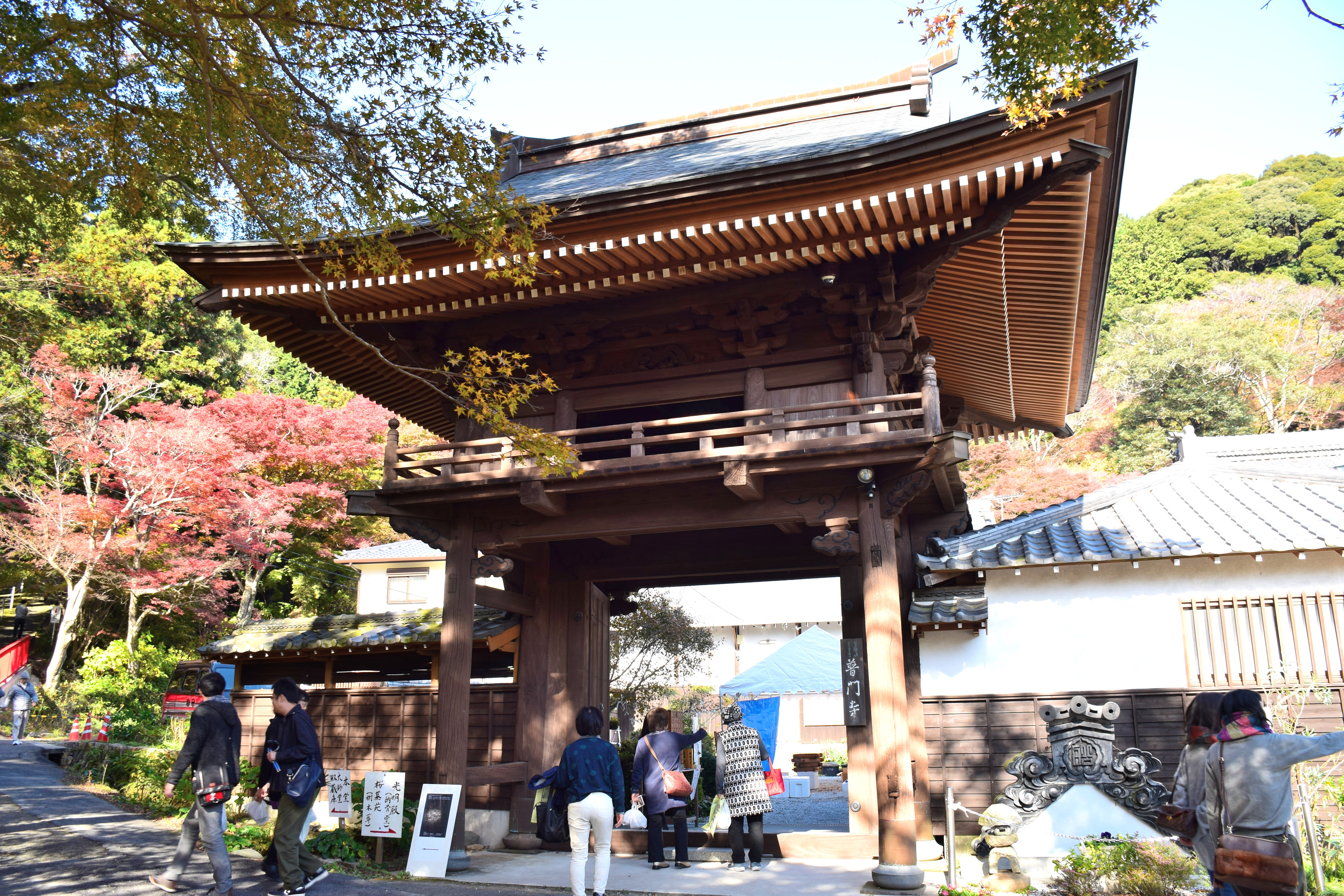
普門寺（豊橋市）
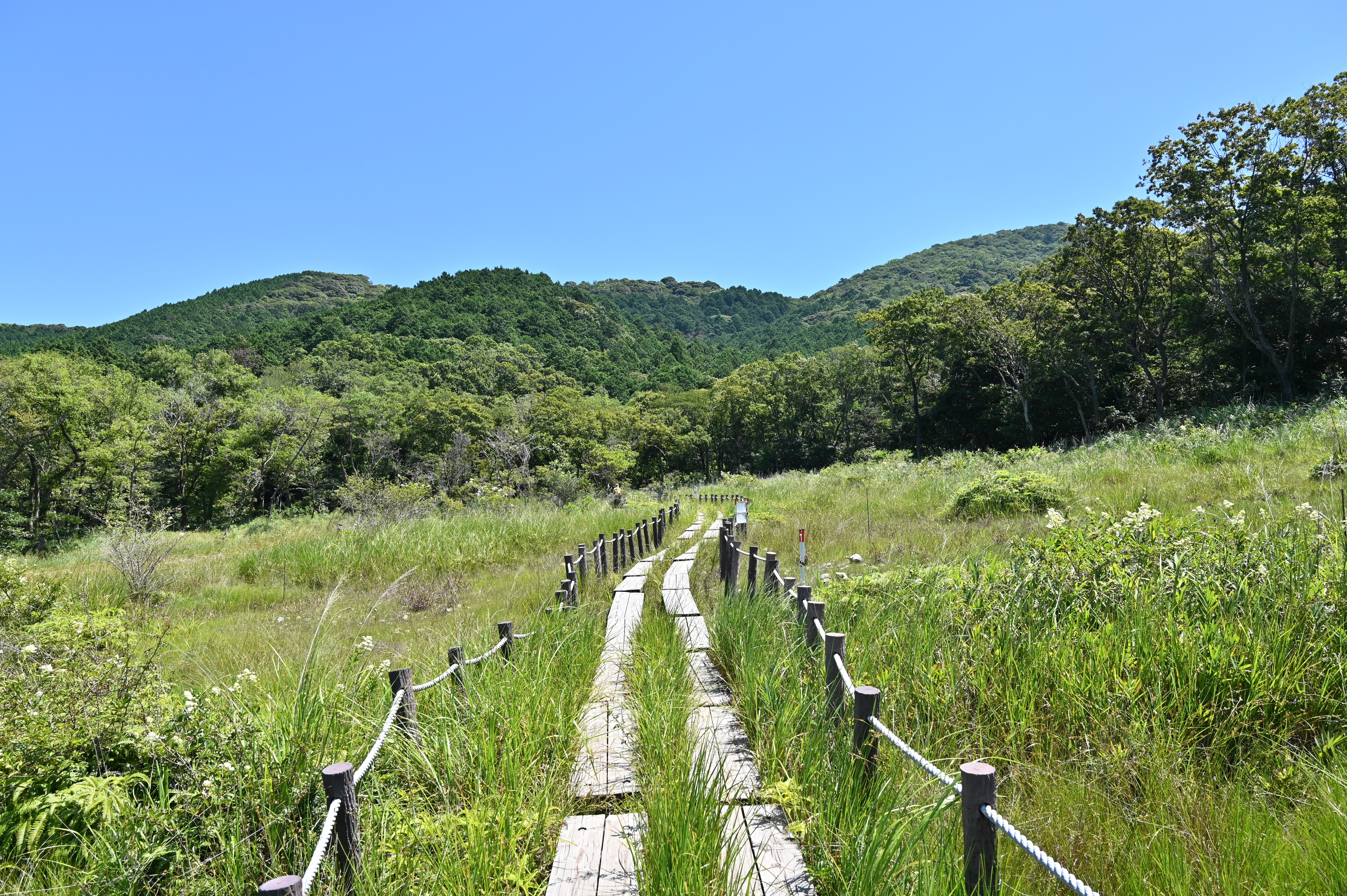
葦毛湿原と弓張山地（豊橋市）
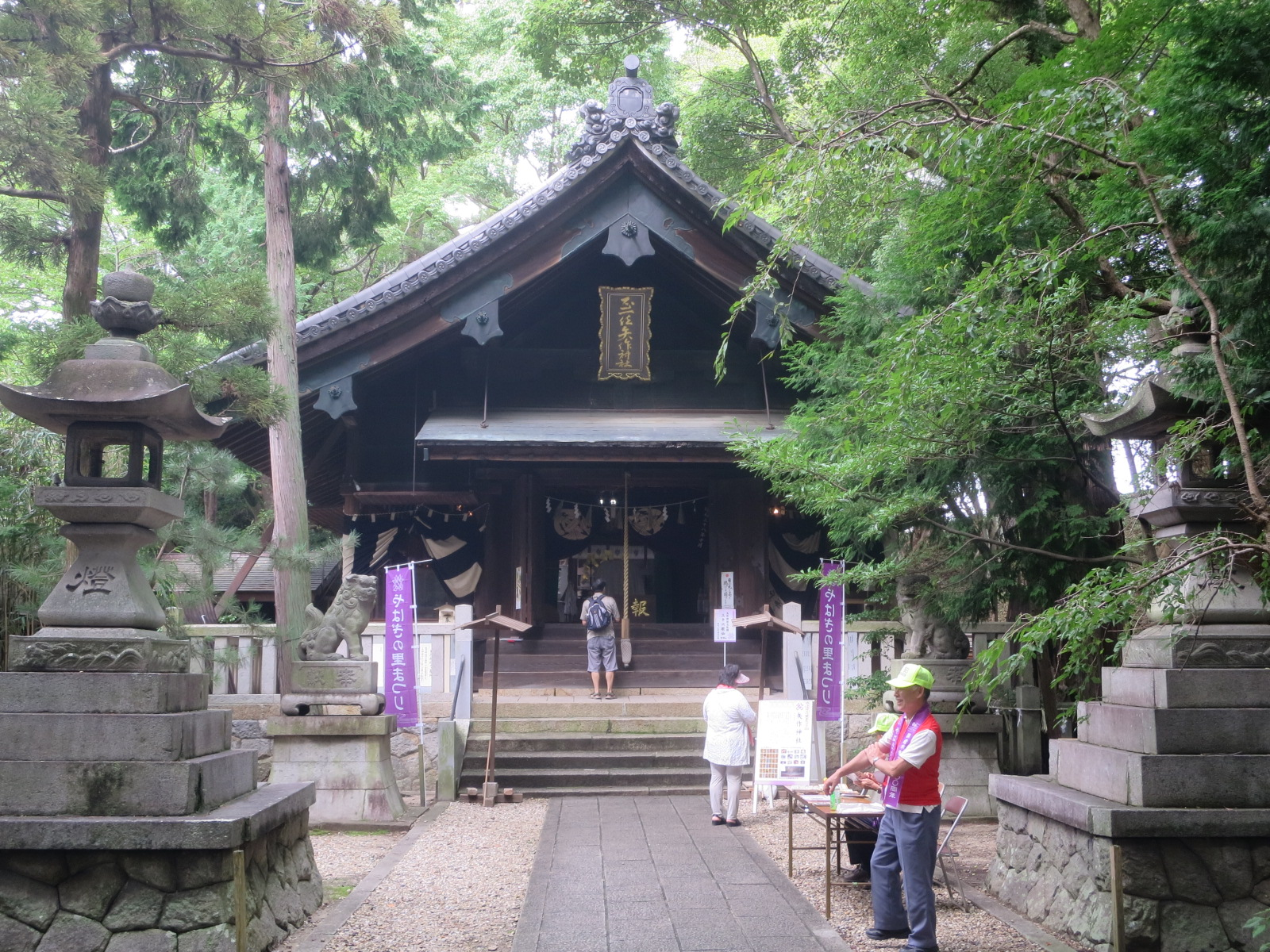
矢作神社（岡崎市）
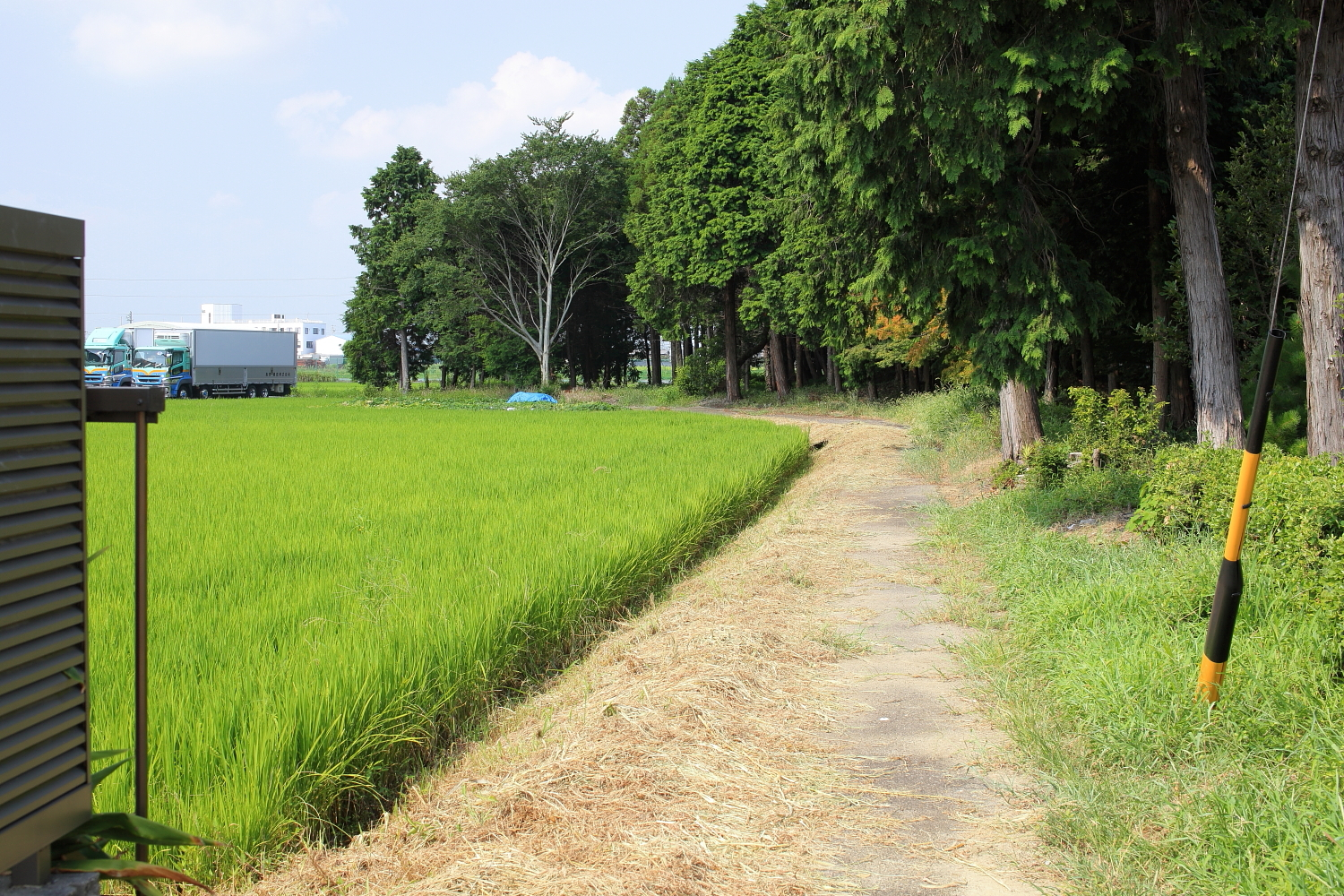
熊野神社を通る鎌倉街道跡（安城市）
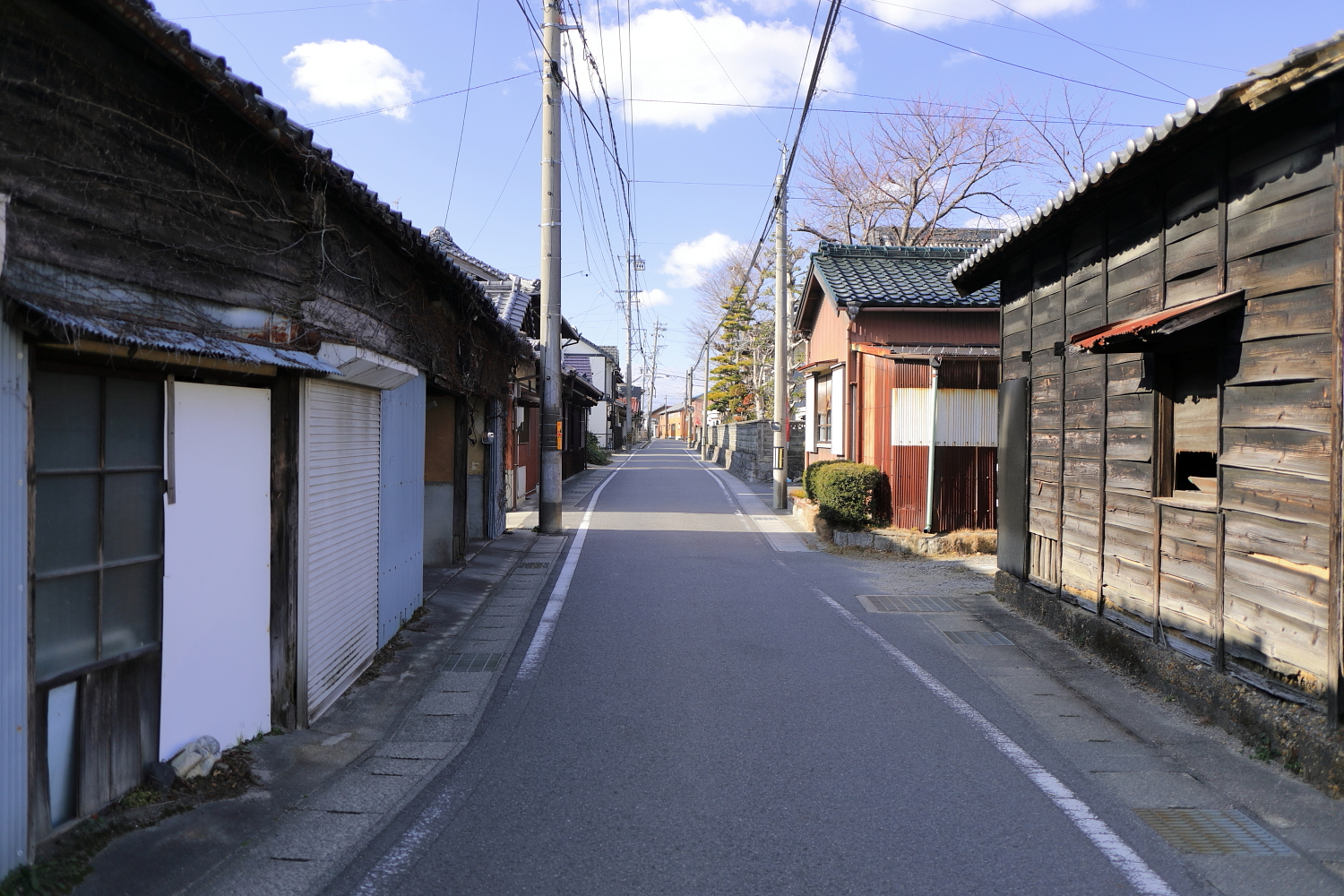
駒場（豊田市）
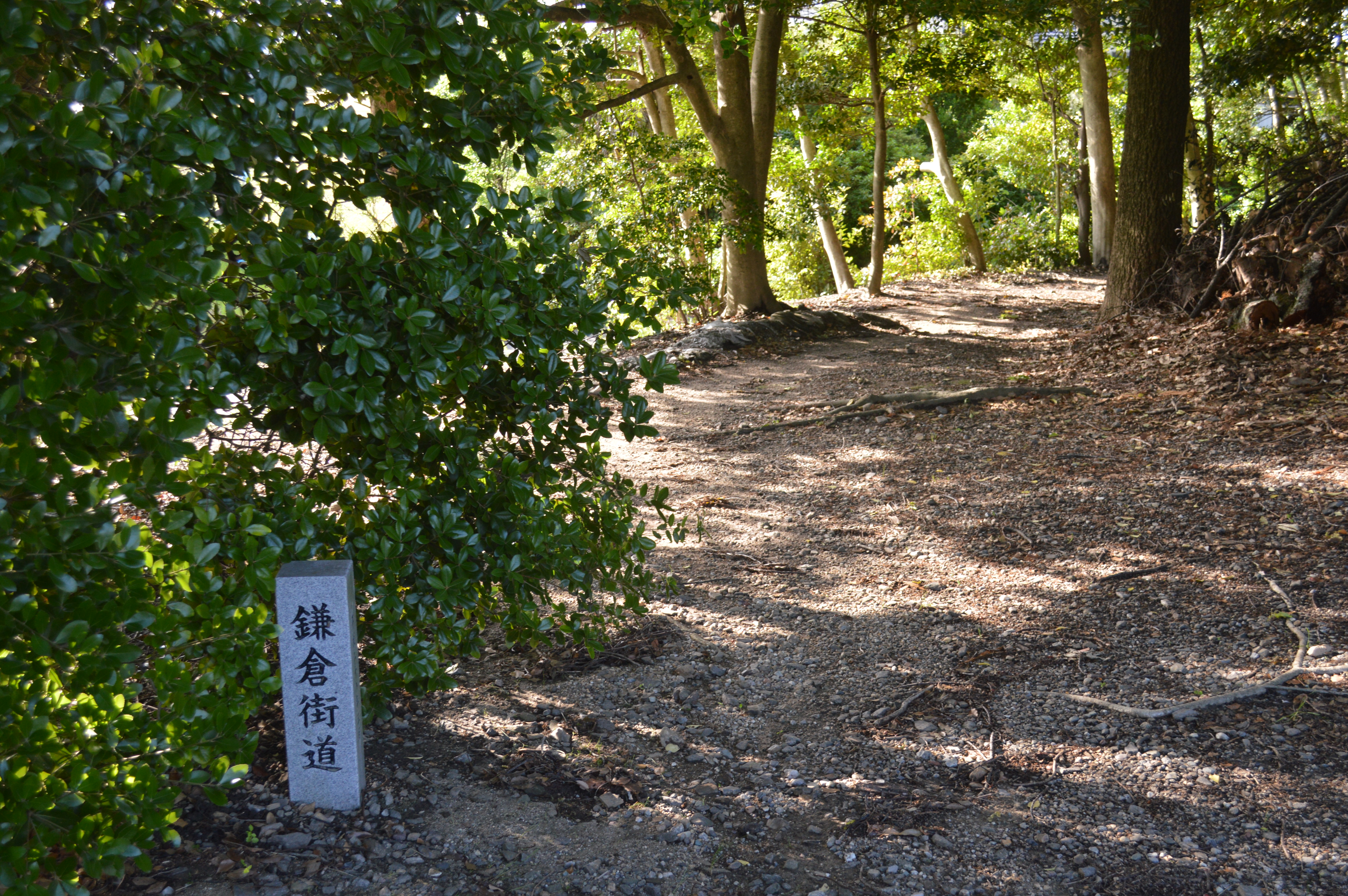
祖母神社境内にある鎌倉街道（刈谷市）

尾張国
- 尾張国では、豊明市二村山（沓掛）、名古屋市緑区鳴海・南区（上の道・中の道・下の道[14]）・天白区野並・瑞穂区井戸田荘（上野路）・熱田区熱田・中区古渡町・中村区東宿を通り、あま市萱津宿、稲沢市国府宮、一宮市黒田を通った。

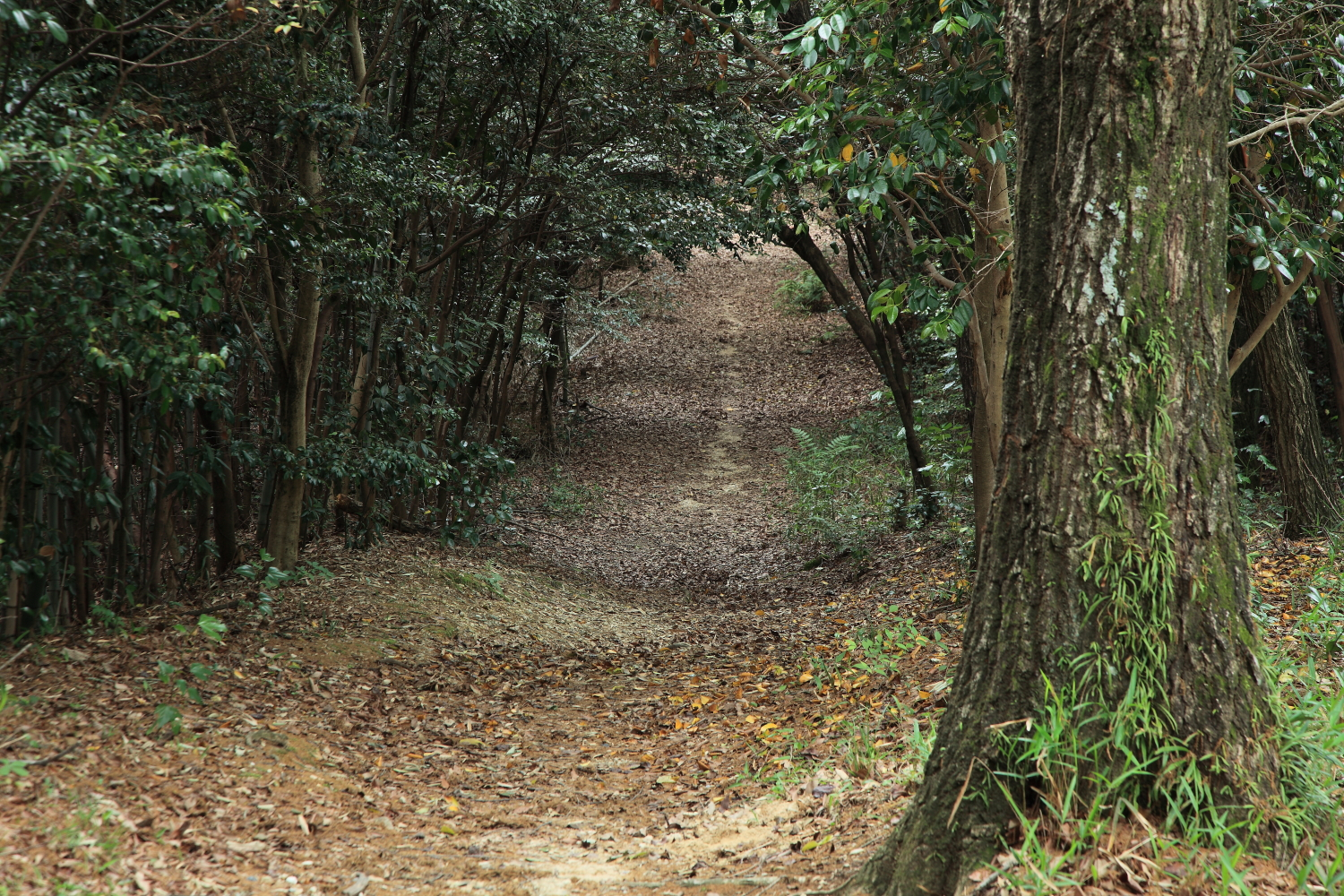
二村山（豊明市）
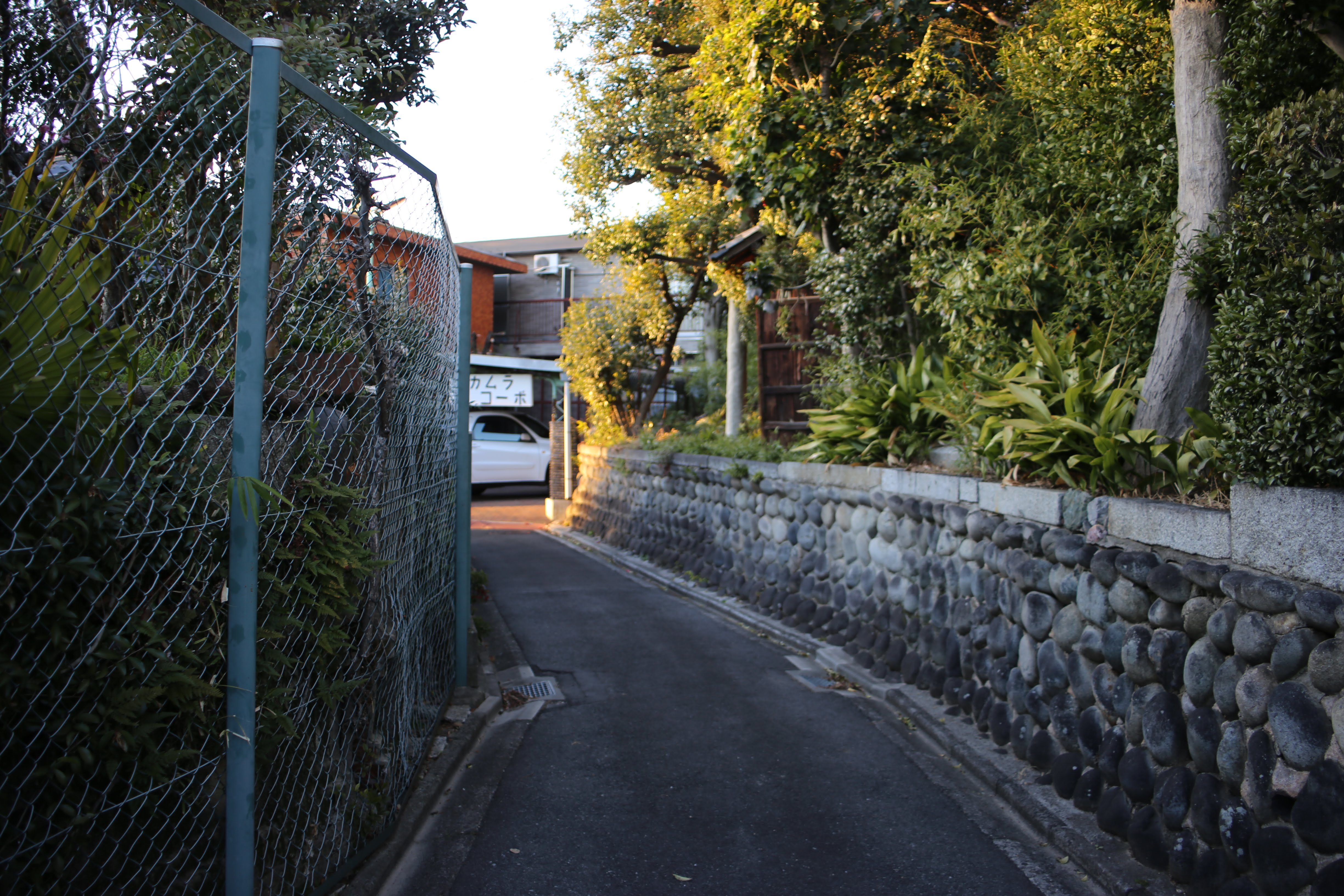
上野街道（瑞穂区）
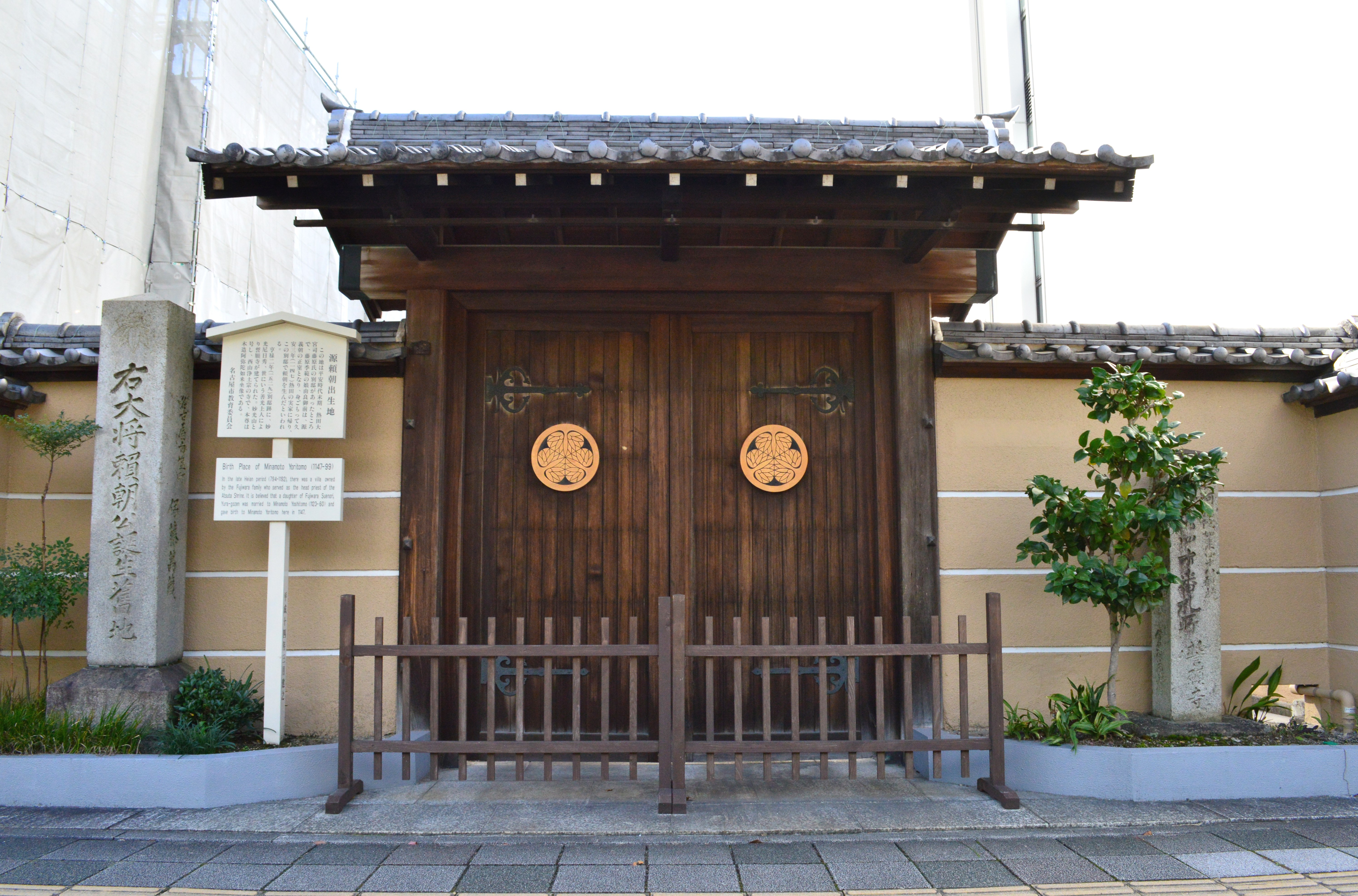
源頼朝出生の寺院である誓願寺（熱田区）
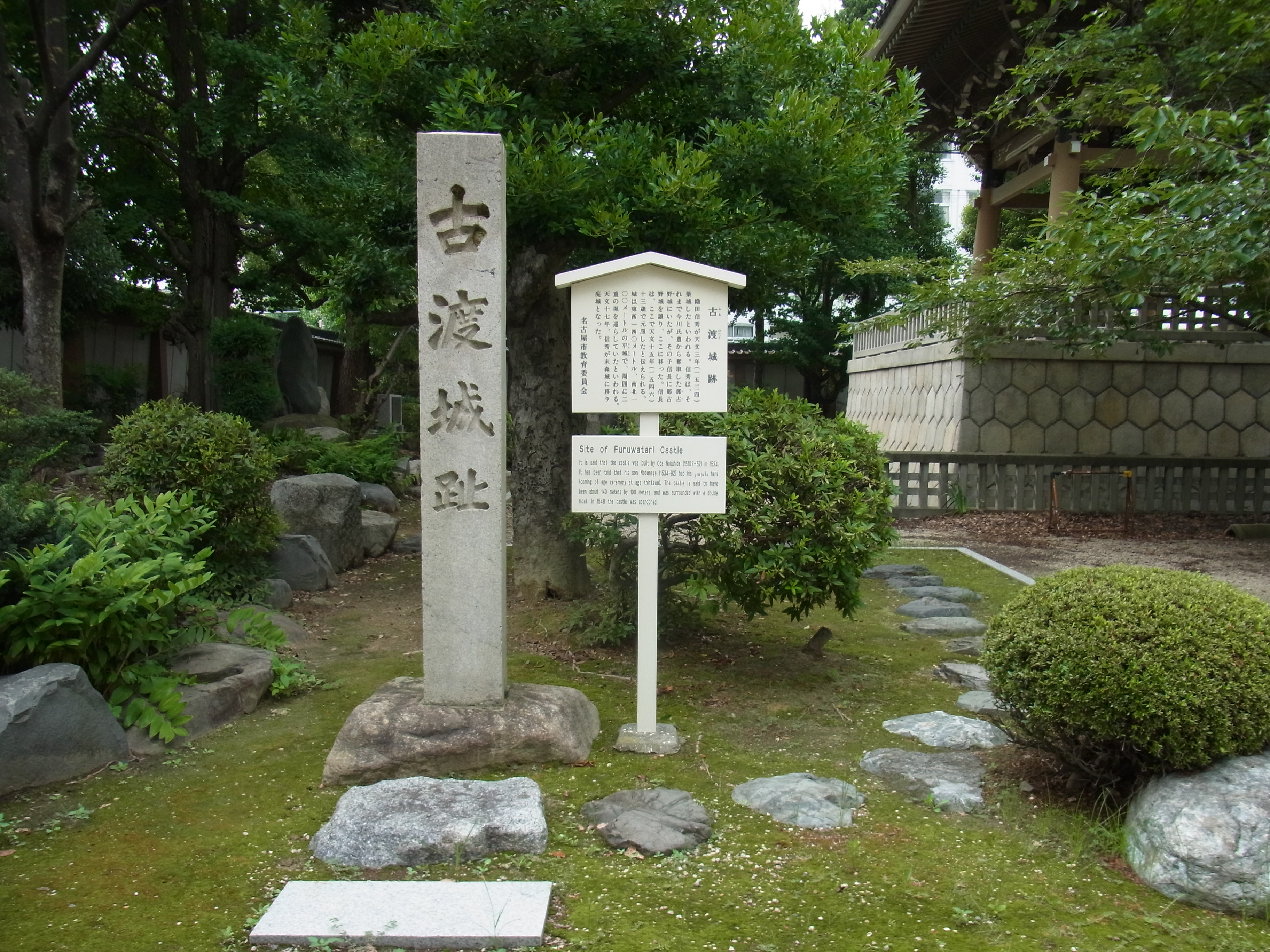
古渡城（中区）
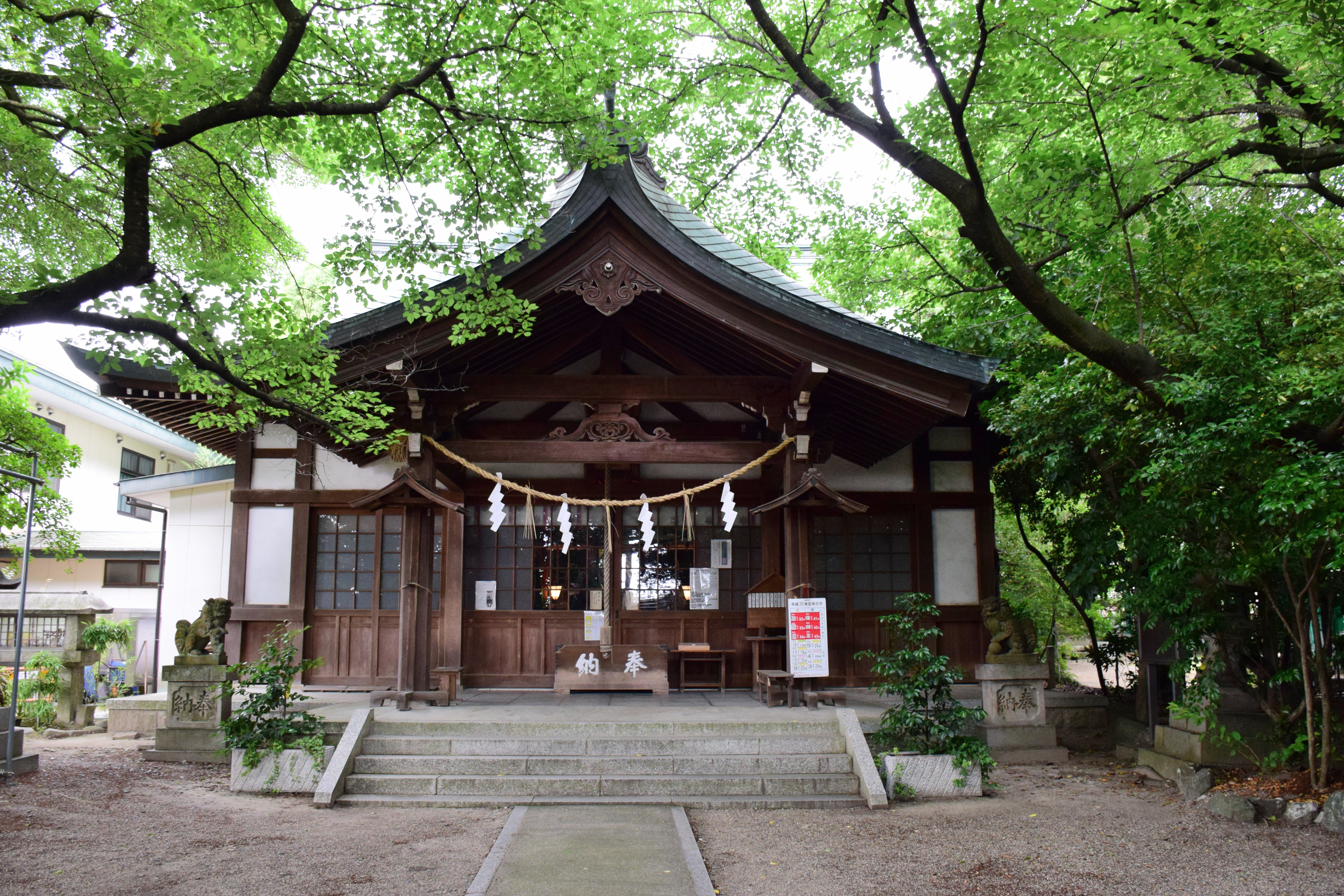
草津の渡しのあった萱津に鎮座する萱津神社（あま市）
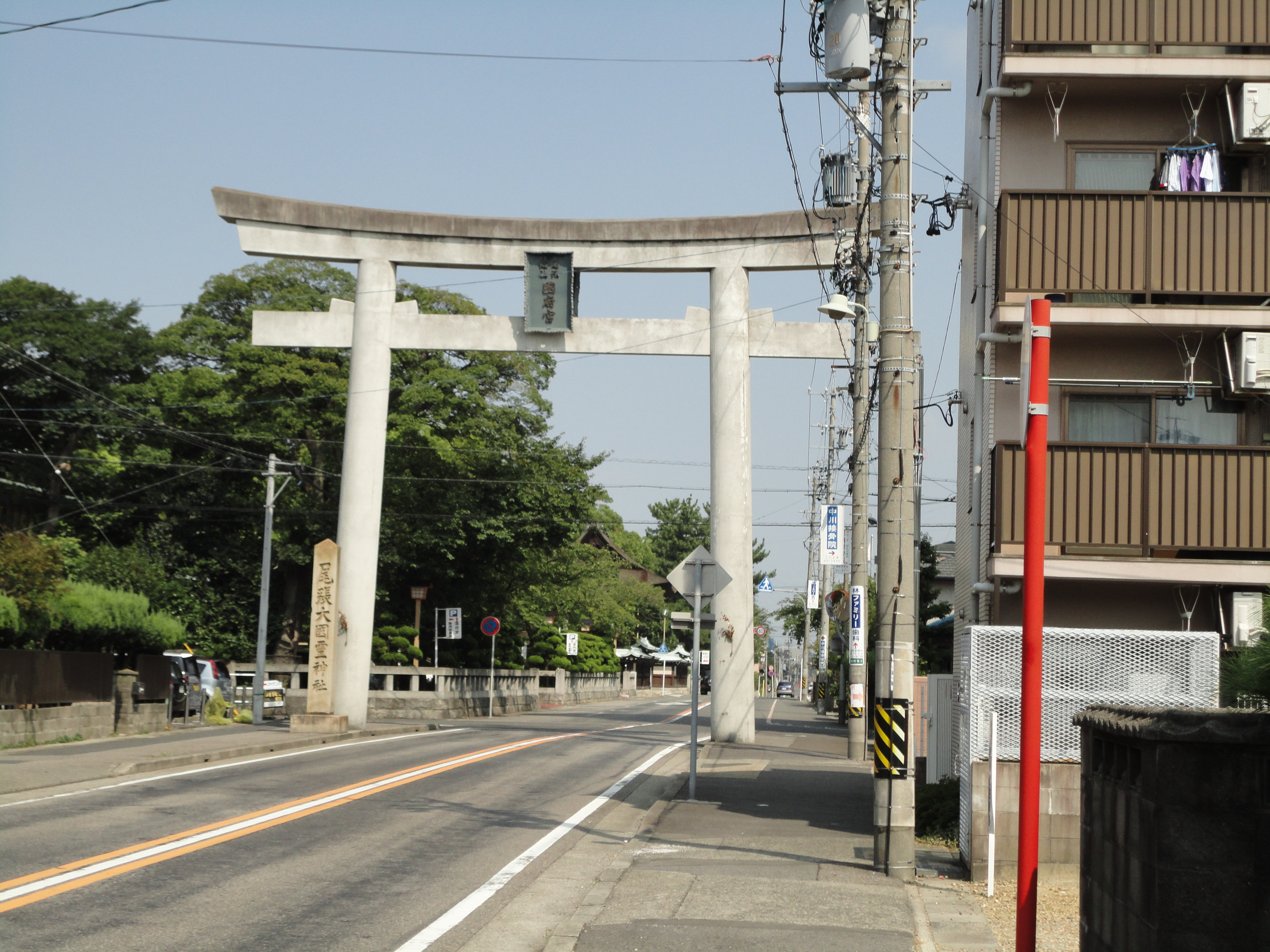
国府宮（稲沢市）
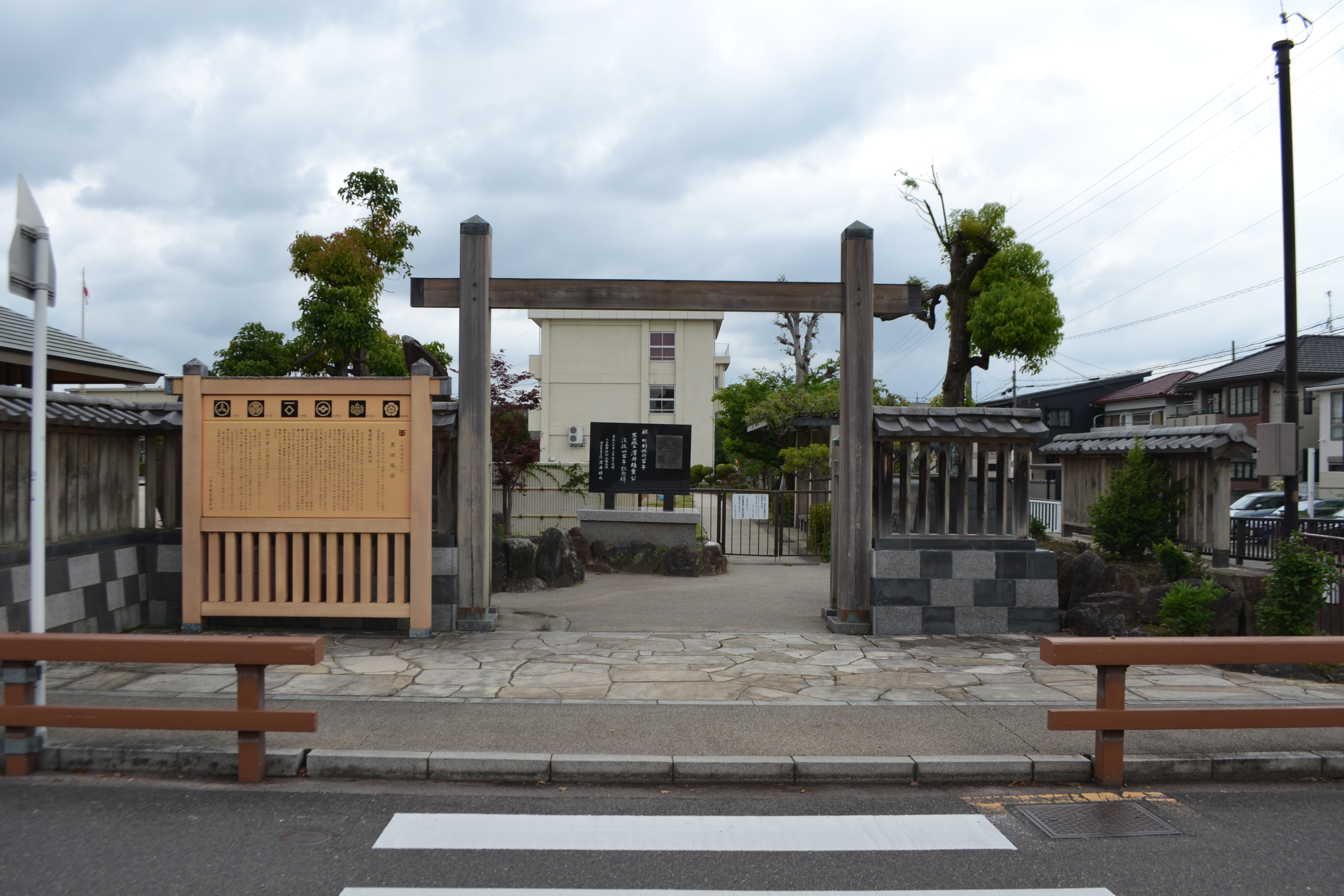
黒田城（一宮市）

美濃国
- 美濃国へは美濃路の経路などから墨俣へ入り、そのまま南宿・北宿（羽島市）、東山道の経路と合流。

近江国
- 近江国へは不破関を通過、さらに北陸道と合流して京都へ向かう経路が、鎌倉街道の本道であると理解されていた。

### 江戸時代
徳川家康が、1590年（天正18年）に江戸に入城する。戦国時代の頃には江戸と平塚を結ぶ経路は、現在の中原街道が使われ、徳川家康も利用した。

#### 五街道としての東海道の誕生
徳川家康は、1601年（慶長6年）に「五街道整備」により、五つの街道と「宿（しゅく）」を制定し、街道としての「東海道」が誕生する。日本橋（江戸）から三条大橋（京都）に至る宿駅は、53箇所でいわゆる東海道五十三次である。又、箱根と新居に関所を設けた。その後、1603年（慶長8年）には、東海道松並木や一里塚を整備する。

#### 経路
東海道は、江戸の日本橋から小田原宿、駿府宿、浜松宿、宮宿（熱田宿）を経て、七里の渡しで伊勢湾を渡り、桑名宿、草津宿を経て京都の三条大橋まで五十三次ある。距離は約490 kmあり、山間部の経路をとる中山道よりも約40 kmほど短いが、東海道には行く手を阻む大きな河川が何本もあり、六郷川（多摩川）、馬入川、富士川、天竜川は船渡しによる渡河が行われたが、大井川をはじめ、安倍川、酒匂川では江戸幕府により渡し船が許されず、川越人足（歩行渡し）による渡河をする必要があった。川の上流で雨が降ると川は増水したので、水位が増すごとに川札代も高くなり、七里の渡しの船賃よりも高かったといわれる。さらに、雨で増水した川は川止めとなることもあり、川の流れが一定水位まで下がるまで、何日でも宿代がかさむこととなった。箱根峠や七里の渡しも交通難所で、七里の渡しでは宮から桑名までの七里（約28 km）を海を船で揺られながら渡るのに、6時間余りを要した。このため、これをバイパスする佐屋街道が尾張初代藩主の徳川義直によって開かれ、宮から桑名まで9里（約36 km）で結ばれた。また幕府による「入鉄砲出女」の取り締まりが行われ、とりわけ新居の関は厳しかった。
尾張の宮（熱田）からは脇街道（脇往還）である美濃路と接続し、美濃の垂井で中山道と連絡した。また、東海道の脇街道である本坂道（姫街道）は、浜名湖を渡る今切の渡しや、新居関を避けて浜名湖を北に迂回するもので、浜松宿から御油宿までの東海道をバイパスした。
箱根峠越えの箱根湯本からの経路は、鷹巣山・浅間山・湯坂山の尾根筋を通る湯坂道とよばれる鎌倉時代から続く中世東海道の道筋に代わり、江戸時代の五街道としての東海道では、現在における旧東海道・箱根旧街道とよばれているような、湯坂道南側の谷筋に経路をとる須雲川道（すくもがわみち）を通っている。のちに保土ケ谷でも、尾根筋から谷筋に経路を変更しており、旅人が水を得るのに有利な谷筋に変わっていったのは、歴代の江戸幕府将軍が、一般民衆の利便を優先したからだと考えられている。

#### 主な峠
- 箱根峠(箱根宿 - 三島宿)
- 薩埵峠(由比宿 - 興津宿)
- 宇津ノ谷峠(鞠子宿 - 岡部宿)
- 小夜の中山(金谷宿 - 日坂宿)
- 鈴鹿峠(坂下宿 - 土山宿)

#### 西の起点（五十三次か五十七次か）
著名な文学作品や浮世絵などの影響で、近世東海道の西の起点は京都三条大橋であるという広く考えられているが、幕府は京ではなく大坂までの街道を一体整備しており、こちらを加えたものが本来の近世東海道であるとする理解もある。この場合、最も西側の部分は、京街道がそれに相当する。この考え方を取る場合、東海道は京都中心部へは入らず、大津宿の西側の追分から、山科盆地を南西方向へ向かい、現在の名神高速道路付近を通って稲荷山の南麓を越え、京都盆地に出る。南へ進み伏見城下町を貫通して宇治川沿いに進み、淀城の手前で宇治川を渡り、淀城下を経て木津川を渡る。そしてそのまま淀川左岸を大坂へ向かい、大坂高麗橋が、江戸日本橋に対する西の起点となる。途中の宿駅は4箇所（伏見・淀・枚方・守口）あり、併せて東海道五十七次となる。

#### 江戸幕府の道路政策

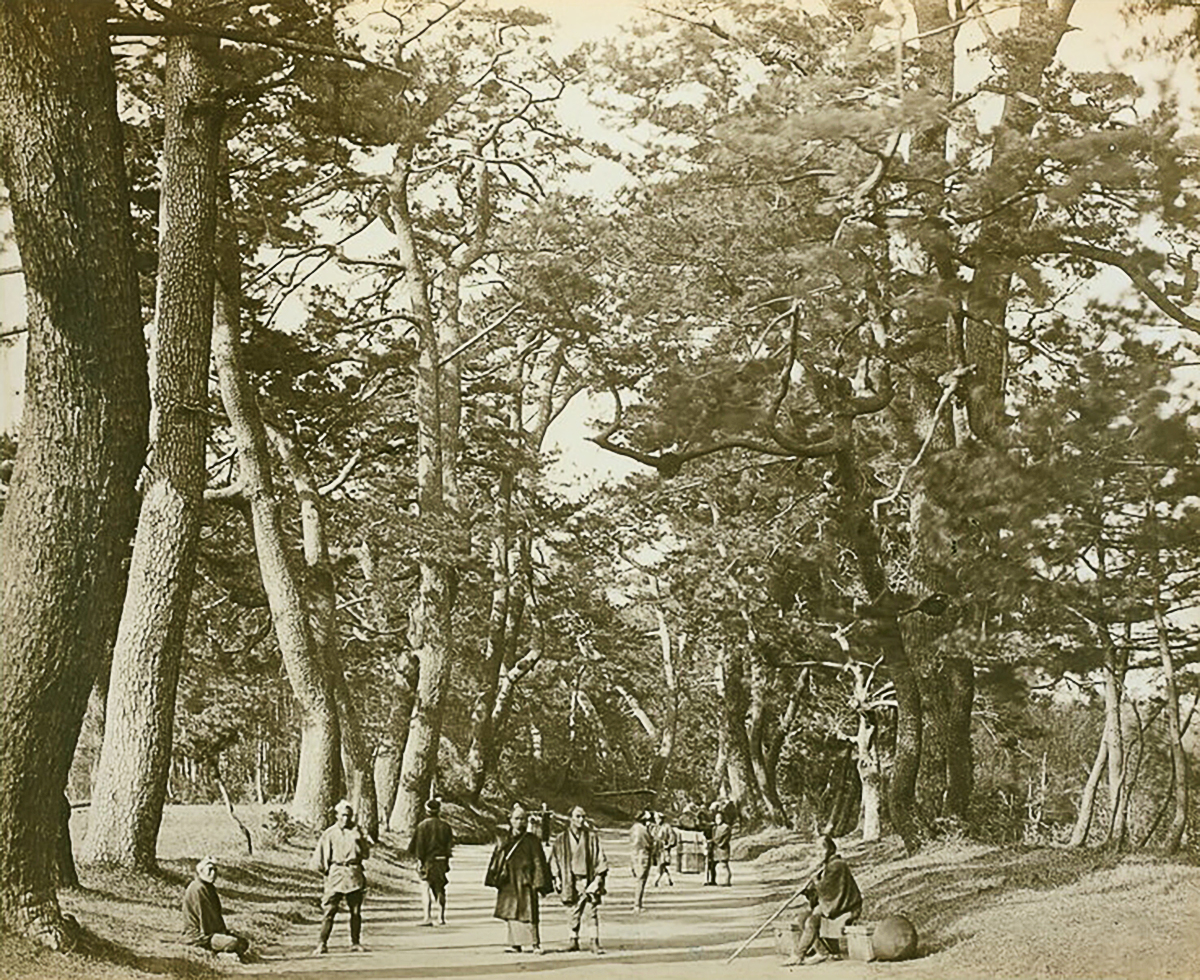
幕末の1865年にイギリスの写真家フェリーチェ・ベアトによって撮影された東海道の松並木。

慶長9年2月に大久保長安その他に命じて街道の幅員を5間とし、路傍に榎樹を植え、1里＝36町と決め、1里ごとに里堠を設け、各駅の駄賃を定めた。寛永10年に伝馬、継飛脚の制が定められた。各宿駅に人夫100人、馬100匹を常備し（百人百匹の制）、幕臣や大名などの往来に供した。これが寛永以後も行なわれたが、天明3年に品川駅吏からの建議を納れて、100人100匹の定員のなかから公用その他の準備として30人20匹を除き置き、平時は70人80匹を武家その他に供した（人馬七八遣の法）。この人馬は御朱印伝馬のみで、彼らは各宿駅で徴発し得た。この他に一般庶民が傭役し得る駄賃伝馬があり、各宿駅で250人200匹を常備する定めだったが、実際の員数は規定どおりの規模には至らなかった。このほかにも飛脚の制があった。
幕府は各宿駅で田租を免除し、飼馬の地を与え、継飛脚給米および問屋給米を支給し、宿手代に手当を与え、ときに金銭を貸与して、これを保護した。元禄年間には定助郷・加助郷の制を定めて宿駅の人馬を助けたが、負担は小さくなかった。
幕府はまた軍事上の理由から、相模国小田原にかかる酒匂川、駿河国府中（駿府）を挟む興津川と安倍川、駿河遠江国境の大井川の4河川は、橋梁を架けないどころか、渡船さえ禁止して、往来する者には川の中を徒歩で渉らせた。大河川の徒渉は難儀であり、その両岸には徒渉の補助を行う業者が繁栄した。雨で水位が上昇し流速が増すと、危険なため徒渉は禁止された（川止め）。しかしこれらの河川の上流域は全国有数の多雨地域であり、暖候期には川止めが頻発・長期化することもしばしばで、大名から庶民まで旅費がかさむ旅行者を苦しめた。
大井川に橋を架けずに歩行渡しとしたのは江戸城防衛を第一の目的としたためだと言われることがあるが、これとは別な理由もあり、川床に砂礫層が堆積しているために、安全な橋を架けるためには不可欠となる橋脚杭を深く打ち込むことが当時の未熟な土木技術では実現出来なかったことや、一旦歩行渡しに人足を雇用したことから経済的に川越人足という職業が定着して廃止することが困難になっていたためであることが明らかとなっている。

#### 脇街道
東海道には、軍事的・地理的理由から、顕著なボトルネックとなるポイントや、地理的迂回路となるポイントが残されており、このような交通上脆弱・不便な部分には、これを回避するための脇街道が置かれた。脇街道には相模国の内陸部を通って直線的に結ぶ中原街道、見附宿より浜名湖の今切の渡しと新居関所を迂回し、気賀関所を通り、本坂峠を越し、吉田宿ないし御油宿へ抜ける道である本坂通（姫街道）、宮から桑名までの七里の渡しを避けて、濃尾平野内部を陸路で結ぶ佐屋街道があった。特に、姫街道に関しては、宝永地震とそれに伴う大津波で、今切の渡しが破壊されて交通途絶してしまったことから、18世紀初頭には、東海道本道の交通をまるごと引き受ける場面もあった。
東海道を扱った作品
- 歌川広重作「東海道五十三次」（浮世絵）
- 十返舎一九作「東海道中膝栗毛」

### 明治時代以後

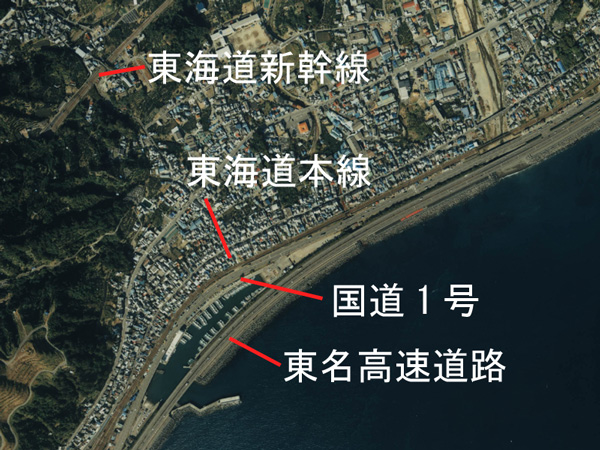
静岡県静岡市清水区付近。

明治政府は、地方制度としての令制国を廃止、五街道に代わる国道を制定した。東海道としての実質的機能と位置は現在の国道15号及び国道1号に受け継がれ、東日本と西日本（関東地方と近畿地方）を結ぶ機能は律令時代から同じであり、現在においても東海道の径路は、日本に必要なものであることを示している。
江戸時代に整備された東海道の松並木は、明治4年ごろに電線を引くのに不便であるとの理由で伐り払うことになり、横浜・小田原間から始められた。横浜の英字新聞『ジャパン・ガゼット』は、並木の持つ日射風雪を防ぐ機能と美観を損ねる愚かな行為と批判した。太平洋戦争中には飛行機の燃料として松根油を採取するため、あるいは道路の拡張のため伐採されてしまい、現代ではごく一部だけが当時の姿をとどめるに過ぎない。
明治5年には、宮から以西が佐屋街道より海寄りの陸路に変更されるが、前ケ須（弥富市）から桑名までは渡し船（「ふたつやの渡」）を必要とした。明治28年に関西鉄道（現在のJR関西本線）、昭和9年に国道1号の伊勢大橋が開通し、「ふたつやの渡」は役目を終えた。
現代において「東海道」と言うときには、江戸時代の東海道の道筋と、その頃の東海道に属した諸国の範囲を指す。従って、東海道の東端は、律令時代では磯原、江戸時代以後は東京（江戸）ということになる。

## 鉄道の東海道
なお、「東海道」の名をつけたJRの東海道本線および東海道新幹線は、東京 - 熱田間と草津 - 京都間ではほぼ江戸時代の東海道に沿っているが、熱田（名古屋市）- 草津については中山道（加納 - 草津）と美濃路（宮・熱田 - 垂井）に沿ったルートとなっている。
現在「東海道」というと、しばしばこの両鉄道沿いのルートが江戸時代のそれであると誤解され、紹介されることもあるほどである。本来の街道としての東海道は、名古屋 - 草津については名古屋 - 亀山 - 草津を経由するもので、現在の鉄道路線ならば関西本線と草津線のルートに近いものである。
この名古屋（宮・熱田）から亀山を経て草津に至る、江戸時代の東海道のうち、上記の東西幹線から外れた区間は、明治中期になって民間の関西鉄道がその沿線の振興を目的に鉄道を敷設し、後にそれが国有化されて現在の両線となっている。
東海道本線の該当区間が実際の東海道から離れた理由は、明治初期に東西両京を結ぶ鉄道線を敷設する際、東海道と中山道のいずれに通すかを巡って論争があり、中山道経由に一旦は決定してその一部に該当する路線が開業したものの、後に碓氷峠を越える区間など山岳地域での工事の長期化・費用増、開業後の輸送量制限、さらには沿線人口の差（中山道沿いには名古屋市や浜松市、静岡市に相当する大きな都市がなかった）を考慮したところ、やはり東海道経由の方が優れているという検証がなされ、急遽岐阜（加納）以東のルートが東海道経由に変更されたことに起因している。
計画変更が決まった時には、既に神戸から大阪・京都を経て大津に至る鉄道と、長浜から岐阜・名古屋を経て武豊までの鉄道が開業しており、これと琵琶湖の鉄道連絡船（太湖汽船 大津 - 長浜航路）を用いることによって武豊 - 名古屋 - 京都 - 神戸間の連絡が図られていたため、両京を結ぶ鉄道はこれを最大限に活用して早期に完成させるべきであるとの判断がなされ、これにより現行ルートが定まることになった。
結果、日本初の鉄道路線である新橋 - 横浜間もその東西幹線に組み入れる形となり、1880年代中頃（明治10年代末）より横浜から静岡を経て大府に至る区間と関ヶ原から米原を経て大津に至る区間が建設され、1889年（明治22年）7月に全通、これにより現在の東海道本線の原型が完成した。
また東海道新幹線に関しては、当初は名古屋から京都まで鈴鹿山脈を一直線にトンネルで抜けるルートでの敷設も計画されていたが、トンネルが長大になり建設に時間・費用を要する（1964年東京オリンピック前の開業予定に間に合わなくなる）こと、それに米原が北陸本線（旧：北陸道）との接続点になっていたこともあって、最終的には東海道本線に沿う現行ルートで敷設された。
以上の経緯については、中山道及び鉄道と政治の項目も参照のこと。
なお、行政区画としての東海道に属する旧律令国において、現在の東海道本線が通過せず、かつ東海道本線に直通する列車が存在しないのは、安房国・伊勢国のみである。